# بهائیان ایرانی

ستارهٔ ۹ پر، نماد بهاالله است؛ بر پایهٔ اعداد ابجد، شمارهٔ واژهٔ «بها»، عدد ۹ است.

یابهاءالابهی، اسم اعظم در دیانت بهائی

نقش روی انگشتر

در این نوشتار، به سرشناسان و کنشگران دین بهائیت یعنی بهائیانِ اهل هنر (خوانندگی، موسیقی، بازیگری، عکاسی، معماری)، ادبیات (شعر، نویسندگی، داستان، رمان، فیلم‌نامه، طنز، ترجمه)، فلسفه، علم، پیشگامی، بنیان‌گذاری، کارآفرینی و اقتصاد، دین، عرفان، سیاست، نظامی‌گری و نیز مجتهدان و مبلغان اسلام‌گرای بهائی‌شده، بهائیان دین‌ناباورشده و همچنین، بهائیانِ کشته‌شده توسط نظام جمهوری اسلامی ایران پرداخته شده است.
بر اثر تحریک فقیهان اسلامی، بابیان و بهائیان کشته می‌شدند.
بهائیان در نظام جمهوری اسلامی ایران نیز از حقوق شهروندی و انسانی، محروم بوده و سرکوب و کشته می‌شوند.

## پیشینه
در دورهٔ قاجار، دین بابیت با تلاش سید علی‌محمد باب و نیز دین بهائیت به کوشش میرزا حسین‌علی نوری مازندرانی ملقب به بهاءالله پدید آمد.

### بهائیان در دورهٔ قاجاریه
در دوران قاجار، فساد و عقب‌ماندگی فرهنگی و اقتصادی و سیاسی و اجتماعی و نیز هرج و مرج و دخالت کشورهای بیگانه، وجود داشت. این آشفتگی‌ها وضعیت زندگی بهائیان (و بابیان) را بدتر کرده و باعث تجاوز به حقوق و پایمال شدن دارایی‌های آنان از سوی حکومت قاجاریه می‌شد.
بر اثر تحریک ملاها و فقیهان اسلامی، زندگی بهائیان (مانند بابیان)، بسیار تلخ و ناگوار شده و به دردناک‌ترین شیوه‌ها کشته می‌شدند و خانواده‌هایشان نابود می‌شد.
در دورهٔ قاجاریه، برخی از زرتشتیان و یهودیان و مسلمانان، از جمله، شماری از فقیهان و مبلغان اسلامی، بابی شده و البته بسیاری‌شان بعدها بهائی شدند.

#### آمار کشتار بابیان (و بهائیان)
دربارهٔ شمار بابیانِ قتل‌عام شده، عدد دقیقی در دست نیست؛ یکی از پژوهش‌های متأخر، این عدد را کمی بیش از «۳٫۰۰۰ (سه هزار)» نفر، برآورد کرده است که بیشترشان در درگیری‌های قلعۀ شیخ طبرسی، نیریز و زنجان، کشته شدند. تعداد، احتمالاً از این مقدار، بیشتر است، به ویژه به دلیل اینکه نام‌ها و مسئلهٔ اعدام بابیانی که در سال ۱۸۵۲ کشته شدند، در جایی ثبت نشده است. بیشترِ کشته‌شدگان، مرد بودند؛ البته به فهرست کشته‌شدگانِ مورد نظر، آن دسته از زنان، کودکان و سالمندانی که از سختی و گرسنگی، درگذشتند نیز باید افزود. در منابع بهائی، عدد کشته‌شدگان، کم و بیش، «۲۰٫۰۰۰ (بیست هزار)» تن، اعلام شده است. برخی از افراد قتل‌عام شدهٔ پیش‌گفته، بهائی بودند.

#### جدا شدن بهائیان از بابیان (ازلیان)
پس از تیرباران سید علی‌محمد شیرازی («باب») در سال ۱۸۵۰، پیروانش که به «بابی»، مشهور بودند، بر پایهٔ گفتهٔ باب در کتاب بیان در پی یافتن موعود آیین بابی با عنوان من‌یظهره‌الله بودند. در سال ۱۸۶۳ بهاءالله، برادر بزرگ‌تر میرزا یحیی نوری، خود را من‌یظهره‌الله (موعود کتاب بیان) معرفی کرد؛ بیشتر بابیان به او باورمند شده و بهائی نامیده شدند؛ با این حال، گروه اندکی که به پیروی از میرزا یحیی نوری (معروف به صبح ازل) بابی ماندند، و ازلی نام گرفتند. ازلیان با پنهان کردن هویت دینی خود، عملاً در جامعهٔ اسلامی حل شدند.

### بهائیان در دورهٔ جمهوری اسلامی
«یک بهائی، پر از اضطراب، دارد زندگی می‌کند. هیچ بهائی نمی‌تواند فکر کند که حتی برای متوفیانش سنگ قبرِ درست و حسابی بگذارد؛ تمام اماکن مقدسی که برای بهائیان وجود داشته، با خاک، یکسان شده. اموال بهائیان، غصب می‌شود به عنوان بیت‌المال؛ در سال‌های اولیهٔ انقلاب، ۲۰۰ نفر بهائی، تنها به خاطر بهائی بودن، کشته شدند. در سال[های] اخیر، دوباره، بهائی‌ها را زندانی می‌کنند».
شبنم طلوعی

مونا محمودنژاد یکی از بهائیانی بود که پس از انقلاب ۱۳۵۷، در هفده سالگی در ایران، اعدام شد. ده‌ها زن بهائی نیز با او اعدام شدند.

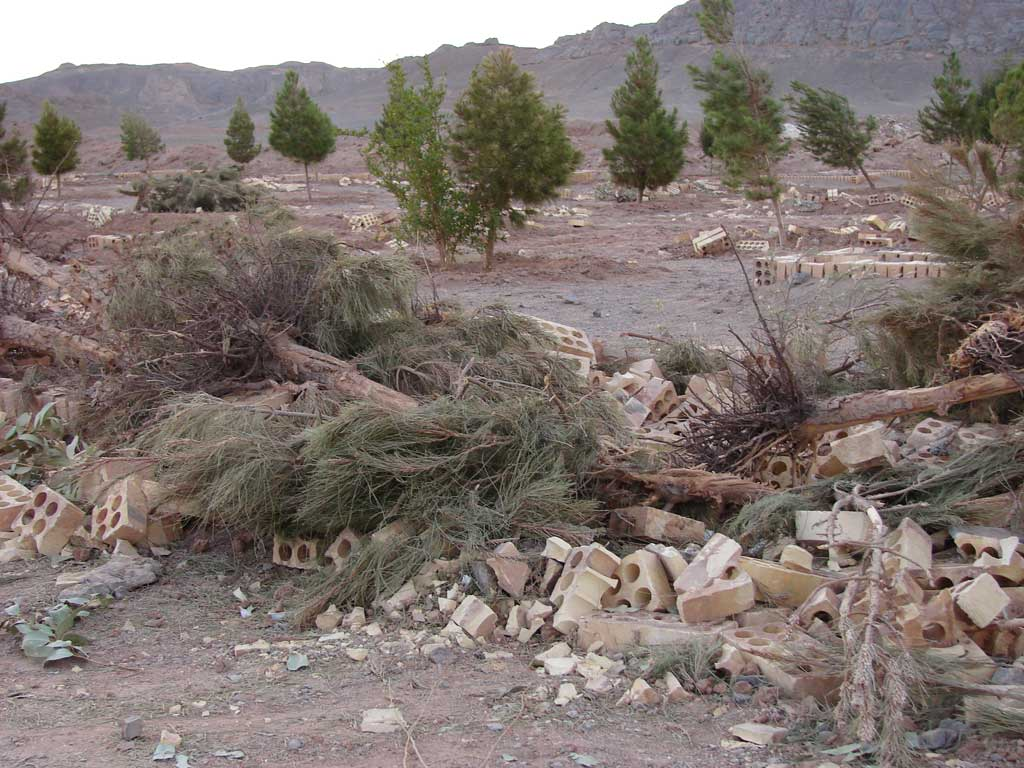
ویران کردن گورستان بهائیان در یزد توسط جمهوری اسلامی

حقوق انسانی بهائیانِ حتی کودک در حکومت جمهوری اسلامی، به گونهٔ سازمان‌دهی‌شده، نقض می‌شود.
سرکوب اقلیت‌های دینی (زرتشتیان، یهودیان، مسیحیان و بهائیان…) در ایران، باعث کاهش بسیار شدید پیروان آن‌ها در ایران شده است.

#### بهائیان کشته شده توسط جمهوری اسلامی ایران
بهائیان در دوره حکومت جمهوری اسلامی از حقوق شهروندی و انسانی، محروم بوده و سرکوب و کشته می‌شوند. آن‌ها معمولاً به دو شیوه کشته می‌شوند، یا به حکم دادگاه انقلاب یا به دست مأموران حکومتی بدون صدور حکم دادگاه.

##### فهرست نام‌های برخی بهائیان کشته‌شده
1. اختر ثابت؛ خانه و مغازهٔ خانواده‌اش و نیز خانه‌ها و مغازه‌های بهائیانی دیگر، به دستور مجتهدی به نام سید عبدالحسین دستغیب، امام جمعه و نمایندهٔ ولی فقیه، در شیراز چپاول و آتش زده شد. او و خانواده‌اش همانند بیش از پانصد بهائی دیگر در شیراز بی‌خانمان و آواره شدند. وی به همراه بیش از ۴۰ (چهل) بهائی دیگر، به دست برخی از مأموران سپاه پاسداران انقلاب اسلامی دستگیر و بازجویی و شکنجه شد و سرانجام به همراه ۹ زن بهائی دیگر حلق‌آویز شد.[۲۵]
2. مونا محمودنژاد؛ نوجوانی ۱۷ ساله[۲۶] وی متولد ۱۹ شهریور ۱۳۴۴ برابر با ۱۰ سپتامبر ۱۹۶۵ است. او در ۱۶ سالگی دستگیر شد و در زمان اعدام ۱۷ سال داشت.[۲۷][۲۸][۲۹] که در ژوئن ۱۹۸۳ (خرداد ۱۳۶۲)، به همراه ۹ تن از دختران و زنان بهائی به دار آویخته شد. اتهام آن‌ها تدریس در کلاس‌های درس اخلاق کودکان بهائی (معادل مدرسه یکشنبه‌ها در غرب) بود. زنان بهائیِ مذکور، در معرض فشارهای جسمی و روانی شدید قرار گرفتند تا اعتقاد دینی خود را انکار کنند؛ ولی چنین نکردند و اعدام شدند.[۳۰][۳۱]
3. نورانیه یارشاطر؛ به دست گروهی، به گونه دلخراش کشته شد.[۲۵]
4. سیروس روشنی اسکویی؛ پزشک، متخصص بیهوشی، که در سال ۱۳۶۰ به همراه ۷ نفر از اعضای محفل ایران تیرباران شد.[۲۵][۳۲][۳۳]
5. ژینوس نعمت محمودی؛ (ویژگی‌هایش در بخش فلسفه و علم این مقاله یادآوری شد) او یک سال پس از اعدام همسرش، هوشنگ محمودی، اعدام شد.[۲۵][۳۴]
6. علی‌مراد داوودی؛ نویسنده بیش از ۹۰ نوشتار، نخستین فارغ‌التحصیل دکتری فلسفه در ایران، استاد فلسفه در دانشگاه تهران، نویسنده، پژوهشگر و مترجم آثاری همچون: عقل در حکمت مشاء، دربارهٔ نفس، فلسفه در دورهٔ انتشار فرهنگ یونانی و دورهٔ رومی، روح فلسفه در قرون وسطی[۳۵] و نیز یکی از کشته‌شدگان در جریان قتل‌های زنجیره‌ای ایران.[۲۵][۳۶][۳۶][۳۷][۳۸]
7. سیمین صابری که به همراه ۱۶ بهائی (مرد، زن و دختر نوجوان) دیگر، پس از شکنجه و به دلیل بهائی بودن، توسط جمهوری اسلامی ایران به دار آویخته شد.[۲۵][۳۹][۴۰]
8. اعضای نخستین محفل روحانی ملی بهائیان ایران، پس از انقلاب ۱۳۵۷، که به همراه اعضای دیگر محفل روحانی ایران یعنی عبدالحسین تسلیمی،[۴۱] هوشنگ محمودی، ابراهیم رحمانی، حسین نجی، منوچهر قائم مقامی، عطاالله مقربی، یوسف قدیمی، بهیه نادری و کامبیز صادق‌زاده و نیز دو تن از معاونان مشاورهٔ قاره‌ای یعنی یوسف عباسیان و حشمت‌الله روحانی نیز برای همیشه ناپدید شد.[۳۳]
9. کامران صمیمی؛ یکی از اعضای دومین محفل روحانی ملی بهائیان ایران (پس از انقلاب ۱۳۵۷) که به همراه اعضای دیگر محفل یعنی ژینوس نعمت محمودی، محمود مجذوب، جلال عزیزی، مهدی امین، عزت‌الله فروهی بروجنی، سیروس روشنی اسکویی و قدرت‌الله روحانی، در دی ۱۳۶۰ تیرباران شد.[۳۳]
10. فرید بهمردی؛ یکی از اعضای سومین محفل روحانی ملی بهائیان ایران (پس از انقلاب ۱۳۵۷) که به همراه اعضای دیگر محفل یعنی جهانگیر هدایتی، شاپور مرکزی، فرهاد اصدقی، اردشیر اختری و امیرحسن نادری، اعدام شد.[۴۲]
11. بازداشت و اعدام اعضای محفل روحانی بهائیان تهران؛[۴۳]
12. بازداشت و اعدام اعضای محفل روحانی بهائیان تبریز؛[۴۴]
13. بازداشت و اعدام اعضای محفل روحانی بهائیان همدان؛[۴۵]
14. بازداشت و اعدام اعضای محفل روحانی بهائیان قزوین؛[۴۶]
15. بازداشت و اعدام اعضای محفل روحانی بهائیان یزد؛[۴۷]
16. خسرو مهندسی؛ مترجم، نویسنده و دارای گواهی‌نامهٔ دکتری در رشتهٔ فلسفه و علوم تربیتی که به همراه فتح‌الله فردوسی، اسکندر عزیزی، کوروش طلایی، شیوا محمودی (اسدالله‌زاده) و شیدرخ امیرکیا (بقا)، به دلیل بهائی بودن، توسط حکومت جمهوری اسلامی اعدام شد.[۲۵]
17. فرهنگ امیری، ۶۳ ساله، یکی از قربانیان نفرت‌پراکنی بر ضد بهائیان بود که در سال ۱۳۹۵ در یزد، به دست دو تن، کشته شد.[۴۸][۴۹] قاتلان اعتراف کردند که به دلیل سخنان روحانیانی که بهائیان را ضداسلام، معرفی می‌کردند به انجام قتل، ترغیب شده بودند. قاتلان بعدها آزاد شدند.[۵۰]
18. پرویز فیروزی؛ دارای گواهی‌نامهٔ دکتری در پزشکی که به همراه ۸ تن دیگر، به دلیل خودداری از روی‌گردانی از دین بهائیت، توسط حکومت جمهوری اسلامی تیرباران شد.[۲۵]
19. مسیح فرهنگی؛ دارای گواهی‌نامهٔ دکتری در پزشکی که به همراه بدیع‌الله فرید، یدالله پوستچی و ورقا تبیانیان، به دلیل بهائی بودن، توسط حکومت جمهوری اسلامی اعدام شد.[۲۵]
20. فیروز نعیمی؛ دارای گواهی‌نامهٔ دکتری در پزشکی که به همراه چند تن دیگر به دلیل بهائی بودن، توسط حکومت جمهوری اسلامی اعدام شد.[۲۵]
21. اسماعیل زهتاب؛ دارای گواهی‌نامه دکتری در دندان‌پزشکی که به همراه سه تن دیگر، به دلیل باور به دین بهائیت، توسط حکومت جمهوری اسلامی اعدام شد.[۲۵]
22. محمود مجذوب؛ دارای گواهی‌نامه دکتری در رشتهٔ حقوق که به همراه هفت تن دیگر، به دلیل باور به دین بهائی، توسط حکومت جمهوری اسلامی اعدام شد.[۲۵]
23. مسرور دخیلی؛ دارای گواهی‌نامه دکتری در پزشکی که به همراه هشت تن دیگر، به دلیل خودداری از روی‌گردانی از دین بهائی، توسط حکومت جمهوری اسلامی تیرباران شد.[۲۵]
24. منوچهر حکیم معروف به پروفسور حکیم؛ دارای گواهی‌نامه دکتری در پزشکی و دارای نشان لژیون دونور از فرانسه بود که پس از انقلاب ۱۳۵۷ ترور و کشته شد.[۲۵]
25. روح‌الله تعلیم؛ دارای گواهی‌نامه دکتری در پزشکی؛[۲۵]
26. کامبیز صادق‌زاده؛ دارای گواهی‌نامه دکتری در پزشکی؛[۲۵]
27. حشمت‌الله روحانی؛ دارای گواهی‌نامه دکتری در پزشکی؛[۲۵]
28. قدرت‌الله روحانی؛ دارای گواهی‌نامه دکتری که پس از انقلاب ۱۳۵۷، به همراه هفت تن دیگر به دلیل بهائی بودن، اعدام شد.[۲۵]
29. بهرام افنان؛ یکی از خویشاوندان محمدتقی افنان یزدی «وکیل الدوله» و سید علی‌محمد باب و نیز نوهٔ دختری میرزا اشرف عندلیب لاهیجانی)؛ دارای گواهی‌نامه دکتری پزشکی و متخصص قلب و عروق که پس از مدتی زندانی و شکنجه شدن، به دلیل روی‌گردان نشدن از دین بهائی و عدم بازگشت به اسلام، توسط حکومت جمهوری اسلامی اعدام شد.[۲۵]
30. یوسف عباسیان؛ دارای گواهی‌نامه دکتری در پزشکی که به دلیل بهائی بودن، توسط حکومت جمهوری اسلامی اعدام شد.[۲۵]
31. عزت‌الله فروهی بروجنی؛ دارای گواهی‌نامه دکتری در پزشکی که به دلیل بهائی بودن، به دست سپاه پاسداران انقلاب اسلامی، بازداشت شده و به همراه هشت بهائی دیگر کشته شد.[۲۵]
32. حسین نجی؛ فرزند یکی از مجتهدان و نیز دارای گواهی‌نامه دکتری در پزشکی؛[۲۵]
33. ناصر وفایی؛ دارای گواهی‌نامه دکتری در پزشکی؛[۲۵]
34. مهدی انوری؛ دارای گواهی‌نامه دکتری در داروسازی؛[۲۵]
35. ضیاءالله احراری؛ دارای گواهی‌نامه دکتری در داروسازی؛[۲۵]
36. بزرگ علویان؛ دارای گواهی‌نامه مهندسی در رشته برق و مکانیک؛[۲۵]
37. فیروز پُردل؛ دارای گواهی‌نامه کارشناسی ارشد مهندسی در رشته مکانیک که به دلیل باور به کیش بهائیت، در زندان سپاه پاسداران انقلاب اسلامی حلق‌آویز شد.[۲۵]
38. جهانگیر هدایتی؛ دارای گواهی‌نامه کارشناسی ارشد در رشته مهندسی راه و ساختمان که سرانجام به همراه پنج بهائی دیگر، اعدام شد.[۲۵]
39. کوروش طلایی؛ دارای گواهی‌نامه مهندسی که به همراه پنج تن دیگر، به دلیل بهائی بودن، توسط حکومت جمهوری اسلامی اعدام شد.[۲۵]
40. منوچهر فرزانه مؤید (فرزند شیخ حسن فرزانه مؤید)؛ دارای گواهی‌نامه مهندسی که به همراه سه تن دیگر، به دلیل بهائی بودن، توسط حکومت جمهوری اسلامی اعدام شد.[۲۵]
41. فرهاد اصدقی؛ دارای گواهی‌نامه دکتری در رشته پزشکی که سرانجام به همراه پنج بهائی دیگر، اعدام شد.[۲۵]
42. حبیب‌الله اوجی؛ شاعری که از سوی برخی از اسلام‌گرایان، آسیب جانی و مالی… دید و سرانجام پس از انقلاب ۱۳۵۷ به دلیل بهائی بودن اعدام شد.[۲۵]
43. (سپهبد) حسین رستگار نامدار؛ نظامی؛[۲۵]
44. (تیمسار) عطاءالله مقربی، از خویشاوندان زین‌العابدین نجف‌آبادی، معروف به «زین‌المقربین»؛ نظامی؛[۲۵]
45. (سرهنگ) حسین وحدت‌حق؛ نظامی و دارای گواهی‌نامه مهندسی که به دلیل بهائی بودن، توسط حکومت جمهوری اسلامی اعدام شد.[۲۵]
46. (سرهنگ) سرّالله وحدت‌نظامی؛ نظامی‌ای که به دلیل بهائی بودن، پس از ده‌ها ماه زندان و شکنجه، سرانجام به دلیل بهائی بودن، اعدام شد[۲۵]
47. بهیه نادری؛[۲۵] نخستین زن بهائی است که توسط رژیم جمهوری اسلامی ربوده و اعدام شد. از محاکمه، اعدام، و محل دفن او هیچ اطلاعی در دست نیست. در ۳۰ مرداد ۱۳۵۹، گروهی افراد مسلح به محل تشکیل شورای مدیریت جامعهٔ بهائی ایران به نام «محفل روحانی ملی» در منزل یکی از بهائیان تهران حمله کردند. مأموران بهیه نادری(۶۲) و ۸ عضو دیگر این شورا، که از جانب بهائیان برای اداره امور جامعهٔ بهائی انتخاب شده بودند، با دو بهائی دیگر حاضر در جلسه را بازداشت و به مکان نامشخصی انتقال دادند. با وجود پیگیری‌های طولانی خانواده‌های این یازده بهائی بازداشت شده، تا امروز (۱۴۰۲خ)، پس از ۴۲ سال ناپدید شدن این کسان، از سرنوشت بهیه نادری و دیگران به عنوان کشته شدگان در زندان‌های جمهوری اسلامی یاد می‌شود.[۵۱]
48. اشراقیه فروهر؛ پس از انقلاب ۱۳۵۷، وی و همسرش یعنی محمود فروهر را از خانه بیرون کشیدند و خانه و دارایی‌هایشان را مصادره کردند. آن دو پس از چند ماه زندانی بودن و شکنجه شدن، به دلیل روی‌گردان نشدن از دین بهائیت و بازگشت به اسلام، تیرباران شد.[۲۵]
49. ایران رحیم‌پور (خرمایی)؛[۲۵] ایران به اتهام پیروی از آئین بهائی در زندان دزفول اعدام شد. اودر هنگام دستگیری باردار بود و فرزندش را در زندان به دنیا آورد. این مادر و نوزاد به مدت شش ماه در یک سلول انفرادی در زندان دزفول با هم دیگر به سر بردند تا آن که یک روز مأموران نوزاد شش‌ماهه را از آغوش مادر جدا کردند. این آخرین دیدار ایران رحیم پور با فرزندش بود. بازجویان تنها شرط برای بازگرداندن فرزند را انکار او از آئین بهائی و مسلمان شدن ایران دانسته بودند. از سرنوشت کودک اطلاعی در دست نیست.[۵۲]
50. جلالیه مشتعل اسکویی؛[۲۵] ششمین زن بهائی اعدام شده در دوران حکومت اسلامی است. او آذر ۱۳۶۰ در ارومیه دستگیر و در ۱۹ اردیبهشت ۱۳۶۱ در سن ۶۱ سالگی به اتهام اعتقادات دینی تیرباران شد. جلالیه، معلم قدیمی و سرشناس مدرسه در ارومیه بود. جلالیه بارها تحت شکنجه و تازیانه شلاق قرار گرفت تا از دین خود برگردد و آزاد شود ولی او هیچ‌گاه نپذیرفت. «هما میر افشار» شاعرهٔ مشهور ایرانی که چهارماه با جلالیه هم سلول بود، از این زن بهائی به عنوان زنی با شهامت، شیردل، و شیرزن یاد می‌کند.[۵۳]
51. عزت جانمی (اشراقی)؛ که به همراه همسرش یعنی عنایت‌الله اشراقی و نیز یکی از فرزندانش به نام رؤیا اشراقی (دانشجوی رشته دامپزشکی که پیش‌تر، به دلیل بهائی بودنش از دانشگاه، اخراج شده بود، به دلیل باور به کیش بهائیت، در زندان سپاه پاسداران انقلاب اسلامی حلق‌آویز شد.[۲۵]
52. زرین مقیمی ابیانه؛ دانش‌آموخته رشته ادبیات انگلیسی در دانشگاه تهران؛[۲۵] یکی از ۱۰ زن بهائی بود که همزمان در شیراز به دار آویخته شدند.[۵۳]
53. مهشید نیرومند؛ که به همراه ۹ زن دیگر، به دلیل بهائی بودن، توسط سپاه پاسداران انقلاب اسلامی به دار آویخته شد.[۲۵][۵۴]
54. طاهره ارجمندی (سیاوشی)؛ پرستار نمونه، نویسنده و دانش‌آموخته رشته جامعه‌شناسی که به همراه ۹ زن دیگر، به دلیل بهائی بودن، توسط نظام جمهوری اسلامی ایران، در میدان چوگان شیراز حلق‌آویز شد.[۲۵]
55. نصرت یلدایی؛ خانه‌دار، که به همراه ۹ زن دیگر، به دلیل بهائی بودن، توسط حکومت جمهوری اسلامی، در یکی از میدان‌های شهر شیراز، حلق‌آویز شد.[۲۵]

##### سوزانده شدن برخی از بهائیان
در راستای بهائی‌ستیزی، برخی از بهائیان شهمیرزاد سمنان، در اوایل انقلاب ۱۳۵۷ سوزانده شدند.

#### آمار کشتار بهائیان در دورهٔ جمهوری اسلامی
از تاریخ ۱۳۵۷ خورشیدی (۱۹۷۸ م) تا مرداد ۱۳۸۴ (۲۰۰۵)، بیش از ۲۲۰ (دویست و بیست) بهائی توسط حکومت جمهوری اسلامی کشته شده‌اند.
1. سال ۱۳۵۷: ۱۰ تن؛
2. سال ۱۳۵۸: ۸ تن؛
3. از بهمن ۱۳۵۸ تا خرداد ۱۳۶۰: ۳۵ تن؛
4. از خرداد ۱۳۶۰ تا مهر ۱۳۶۰: ۳۹ تن؛
5. از مهر ۱۳۶۰ تا مرداد ۱۳۶۷: ۱۲۰ تن؛
6. از مرداد ۱۳۶۷ تا مرداد ۱۳۶۸: ۳ تن؛
7. از مرداد ۱۳۷۶ تا ۱۳۸۴: ۵ تن…[۵۶]

## آمار بهائیان جهان
شمار پیروان دین بهائیت در جهان، بیش از ۷ میلیون و ۸۰۰ هزار نفر، برآورد شده است. بر پایهٔ آمارِ سالِ ۲۰۱۰ دانشنامه بریتانیکا، دین بهائیت از جهت پراکندگی در کشورهای جهان، پس از مسیحیت، در جایگاه دوم، جای دارد.

### آمار بهائیان ایران
شمار بهاییان ایران در آمارهای رسمی حدود ۳۰۰ هزار تن برآورد می‌شود.

## برخی از بهائیان سرشناس و کنشگر ایرانی

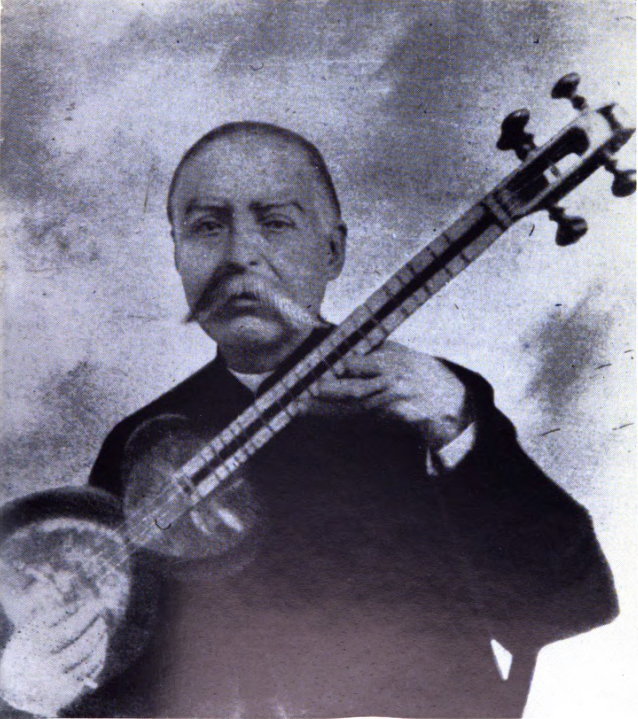
میرزا عبدالله فراهانی، موسیقی‌دان

فریدون فروغی، خواننده و نوازنده

هوشمند عقیلی، خواننده و موسیقی‌دان

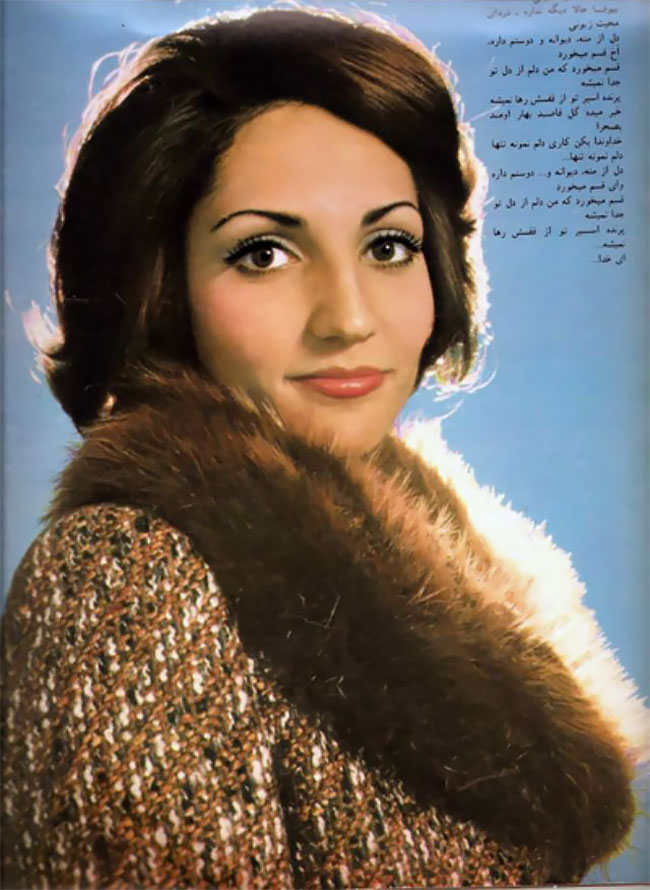
عهدیه، خواننده

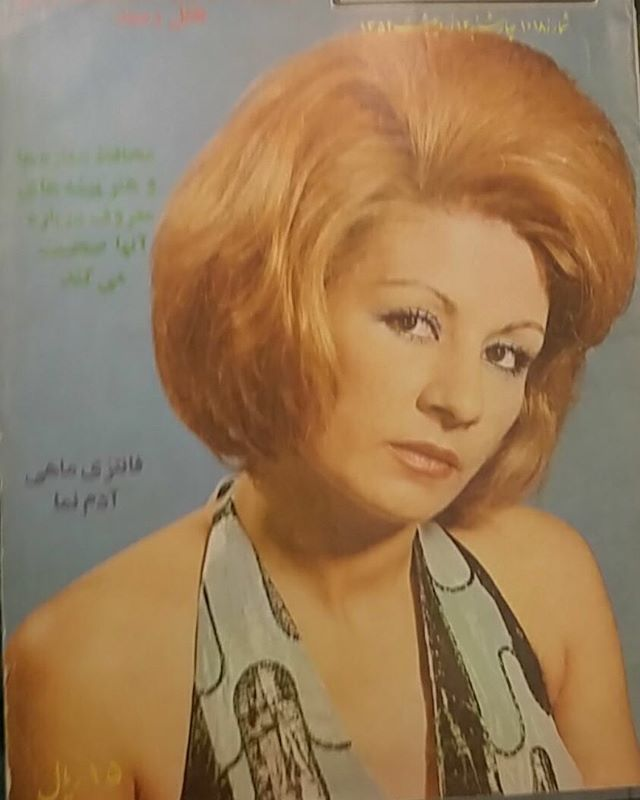
گلوریا روحانی، خواننده

فرزانه تأییدی، بازیگر

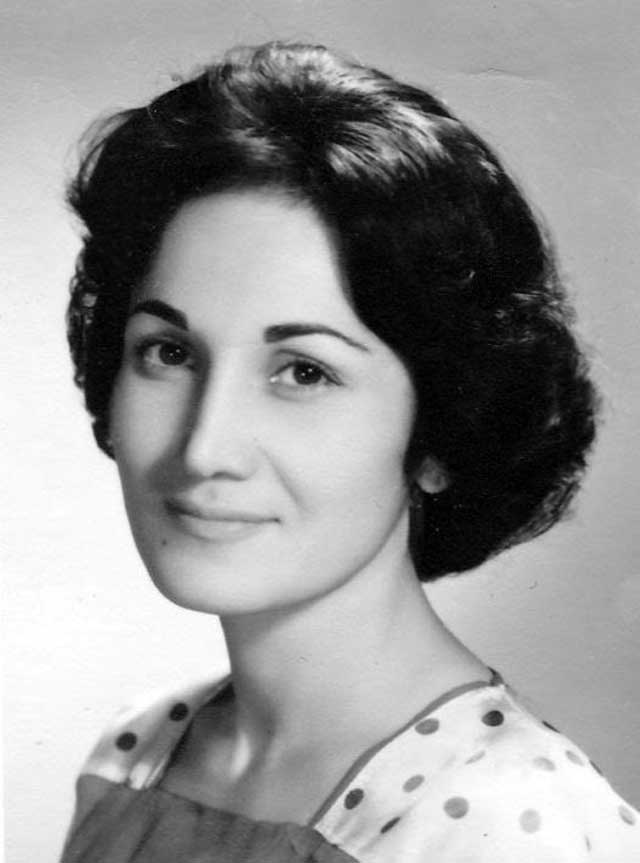
طلعت بصاری، شاعر و نویسنده

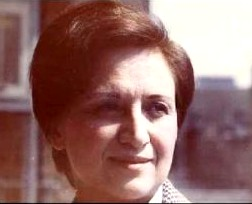
ژینوس نعمت محمودی، استاد دانشگاه و نیز بنیانگذار هواشناسی در ایران

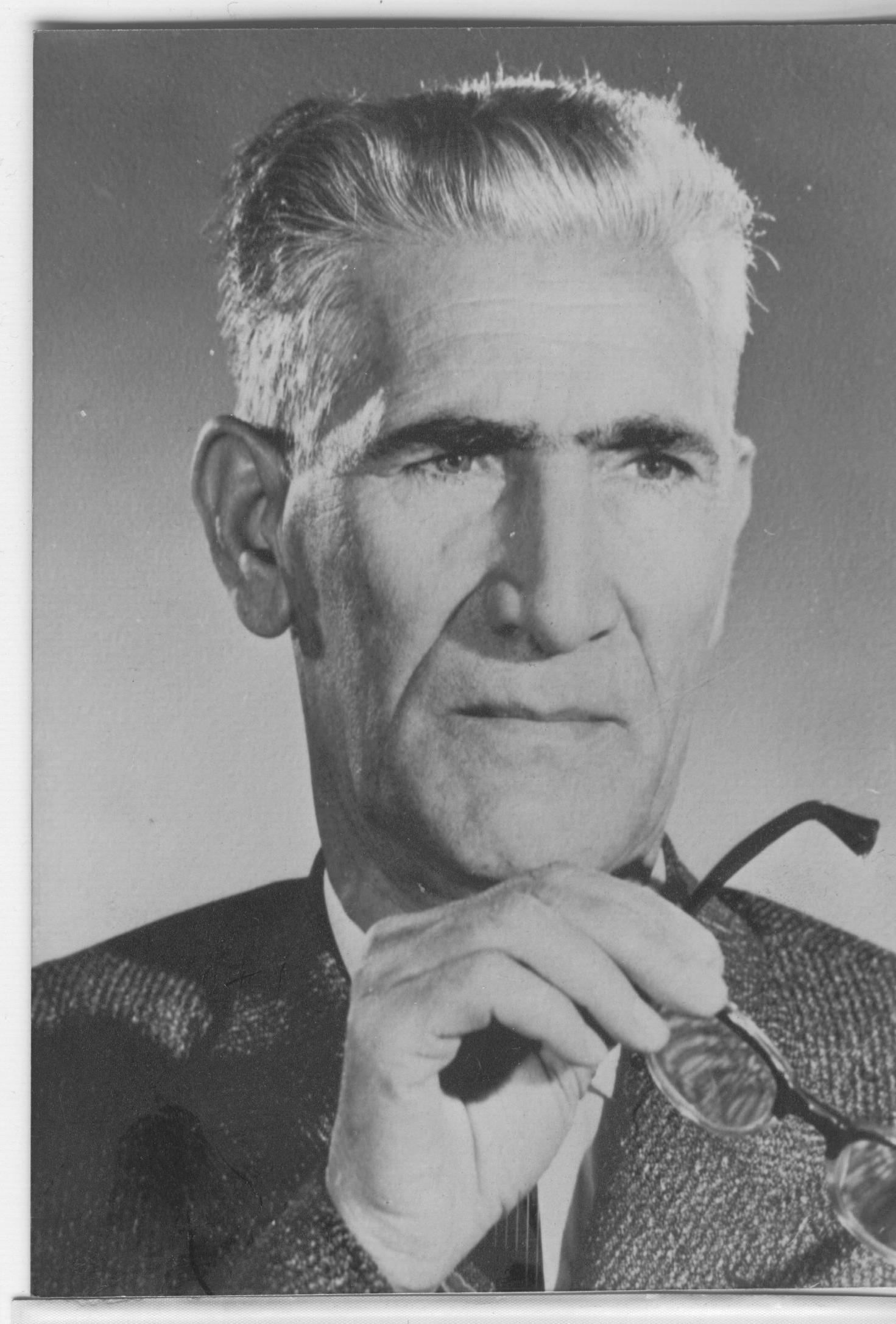
میرزا نعمت‌الله ذکایی بیضایی آرانی، شاعر و نویسنده

سلیمان برجیس، طبیبی که با ده‌ها ضربهٔ چاقو، به دست فدائیان اسلام، در خانه‌اش کشته شد.

### هنر
1. میرزا عبدالله فراهانی بنیان‌گذار موسیقیِ دستگاهی، معروف به «ردیف میرزا عبدالله»[۳۵][۶۰][۶۱]
2. عهدیه بدیعی خوانندهٔ سرشناس دورهٔ پهلوی[۳۵]
3. فریدون فروغی آهنگ‌ساز، نوازنده و خواننده[۳۵]
4. میرزا محمدحسین مشکین‌قلم اصفهانی («میر عماد» ثانی)؛ خوش‌نویس، ادیب، نقاش، شاعر،[۶۲] عارف، و جزو ۱۹ حواری حسین‌علی نوری (حواریون بهاءالله)؛[۶۳][۶۴][۶۴][۶۵][۶۶]
5. فرح عافیت‌پور بازیگر و خوانندهٔ اپرا[۳۵]
6. هوشمند عقیلی خواننده[۳۵]
7. ضیا آتابای (روشن)؛ خواننده و پایه‌گذار تلویزیون ملی ایران (آمریکا)؛[۶۷]
8. گلوریا روحانی خوانندهٔ آوازهای محلی[۳۵]
9. میرزا ابراهیم خان عکاس‌باشی (فرزند صنیع‌السلطنه)؛ نخستین فیلم‌بردار ایران[۳۵][۶۸]
10. جهانگیر مصور رحمانی از پیشگامان عکاسی، چاپ، کلیشه و گراورسازی[۳۵]
11. رحمت‌الله بدیعی ویولونیست، بازنویس ردیف ویولن ابوالحسن صبا، استاد هنرستان عالی موسیقی، نوازندهٔ ارکستر سمفونیک هلند[۳۵]
12. علی‌محمد خادم میثاق رهبر ارکستر هنرستان موسیقی ملی، نوازندهٔ ارکستر سمفونیک تهران، آهنگساز و خالق سرودهای «نیک‌نامی» و «کوشش»[۳۵]
13. امین‌الله آندره حسین در ۱۳ بهمن ۱۲۸۳شمسی (۲ فوریه ۱۹۰۵) در یک خانوادهٔ بهائی در شهر سمرقند به دنیا آمد. پدرش «احمدآقا حسین اُف» از بهائیان سرشناس عشق آباد بود و نسب آذری داشت. مادر امین‌الله، «حوریه»، از بهائیان سبزوار بود. خانواده مادرش بر اثر آزار و اذیت‌های مذهبی ایران را ترک و ساکن عشق آباد شده بودند. امین‌الله اولین فرزند از چهار فرزند این ازدواج بود. امین‌الله همزمان با تحصیل علم طب در کنسرواتوار اشتوتگارت و بعدها در توبینگن و برلین به تحصیل موسیقی پرداخت. پیانو را نزد «آرتور اشنابل» و آهنگسازی را نزد «دبلیو کلات» خواند. به گفتهٔ پسرش، روبر حسین، امین‌الله از ۱۹۳۴–۱۹۳۷ در کنسرواتوار اشتوتگارت و برلین بوده است.[۶۹] امین‌الله آفرینندهٔ سمفونی‌های «پرسپولیس» و «آریا»[۳۵] و یکی از نامدارترین هنرمندان ایرانی در زمینهٔ موسیقی کلاسیک است.[۷۰]
14. بیژن خادم میثاق دارندهٔ نشان صلیب علوم و هنرهای اتریش، بنیان‌گذار جشنوارهٔ بین‌المللی موسیقی مجلسی الگرو ویوو در اتریش[۳۵][۷۱]
15. فرزانه تأییدی بازیگر سینما، تئاتر و تلویزیون[۷۲]
16. شبنم طلوعی داستان‌نویس، نمایش‌نامه‌نویس، کارگردان و بازیگر؛[۷۳][۷۴][۷۵][۷۶][۷۷]
17. ایرج دوستدار از نخستین صداپیشگان و مدیران دوبلاژ، دوبلور جان وین، باد اسپنسر، ادی کنستانتین و چارلتون هستون[۳۵]
18. کاووس دوستدار؛ دوبلور صدای آلن دلون، مونتگومری کلیفت، عمر شریف، تونی کرتیس، آنتونی پرکینز و اینوکنتی اسمکتونفسکی؛[۳۵]
19. فرشید رمزی تهیه‌کنندهٔ شوهای تلویزیونی «چشمک» و «رنگارنگ»، سرپرست گروه فیلم‌برداری جشن‌های ۲۵۰۰ سالهٔ شاهنشاهی ایران و مراسم پنجاهمین سالگرد سلطنت پهلوی[۳۵]
20. عباس عطار عکاس و رئیس دوره‌ای آژانس مَگنوم[۳۵]
21. هوشنگ سیحون «پدر معماری مدرن ایران»، رئیس دانشکدهٔ هنرهای زیبای دانشگاه تهران، معمار آرامگاه‌های برخی از بزرگان ایران (همچون: آرامگاه خیام، آرامگاه فردوسی، آرامگاه کمال‌الملک، آرامگاه نادرشاه، آرامگاه بوعلی‌سینا، پسیان)[۳۵][۷۸] طراح، نقاش، تندیس‌ساز، رئیس پیشین پردیس هنرهای زیبای دانشگاه تهران و نیز برندهٔ جایزه بیتا در سال ۲۰۱۲ است. پدربزرگش، «میرزا عبدالله فراهانی»، بنیانگذار موسیقی سنتی معروف به «پدر موسیقی سنتی ایرانی» بود. هوشنگ سیحون، از زمان فارغ‌التحصیلی تا پایان عمر، جوایز هنری معماری و نقاشی بسیاری دریافت کرد. هنگامی که در سال ۱۳۴۱ به ریاست دانشکدهٔ هنرهای زیبا و معماری دانشگاه تهران منصوب شد، بلافاصله دست به بازسازی اساسی دانشکده زد. سیحون اصول خاصی را در طرح‌های معماری خود رعایت می‌کرد. بناهایی که او ساخت به عنوان بخشی از تاریخ معماری مدرن و تلفیق آن با معماری سنتی به‌شمار می‌روند. از ویژگی‌های مهم کار سیحون توجهی بود که او به صفات و مهارت‌های شخصیتی که بنا را برای او طراحی می‌کرد می‌نمود. برای نمونه، در ساختن آرامگاه «خیام» سیحون تلفیقی از معماری سنتی و مدرن استفاده کرد و سعی نمود از ابعاد شخصیتی اخترشناس، ریاضی‌دان و ادیب بودن خیام در طراحی این بنا استفاده کند. این «مرد آثار ماندگار» با خلق بناهایی ماندگار از بزرگان این مرز و بوم، خدمتی بزرگ به اعتلای فرهنگ و معماری ایران کرد. سیحون در کنار معماری، به نقاشی از مناظر و روستاهای ایران می‌پرداخت. آثار هنری او به کرّات در ایران و اطراف جهان در معرض دید هنردوستان قرار گرفته است. از جمله در یک نمایشگاه سه‌نفری به اتفاق «سالوادور دالی» و «پابلو پیکاسو» آثارش را در دانشگاه ماساچوست آمریکا عرضه کرد. از ابتکارات و نوآوری‌های شایان توجه هوشنگ سیحون آن‌که توانست هنر و صنعت نمدمالی را احیا کند و آن را با هنر مدرن در هم آمیزد. تحت حکومت جمهوری اسلامی، هوشنگ سیحون مانند سایر بهائیان از حقوق اجتماعی محروم شد و اجازهٔ کار و تدریس در ایران نداشت. او در پاسخ به پرسش یکی از شاگردانش می‌گوید: «افتخار می‌کنم که ایرانی هستم و افتخار می‌کنم که در موقع تولد، ایران عزیز به من این امکان را داده است که پایم را روی خاک مقدسش بگذارم. هیچ گله‌ای از هیچ‌کس ندارم و می‌دانم بی‌مهری‌ها قطعاً از روی عدم آگاهی نسبت به درون و ضمیر من بوده است. تمام تحولات فرهنگی و هنری و اجتماعی کشورم دقیقاً مورد توجه‌ام می‌باشند. کوچک‌ترین تصرف، کوچک‌ترین ناملایمتی، کوچک‌ترین خرابی نسبت به آثار ایران آن‌چنان تأثیر نامطلوبی در قلبم می‌گذارد که قادر به بیان آن نیستم.».[۷۹]
22. حسین امانت معمار موزه و برج شهیاد (آزادی) و دانشگاه آریامهر (صنعتی شریف)[۳۵][۸۰]
23. کیومرث ایزدی استاد معماری و شهرسازی دانشکدهٔ هنرهای زیبا، مدیر ادارهٔ شهرسازی سازمان مسکن[۳۵]
24. حشمت سنجری رهبر ارکستر سمفونیک تهران در دورهٔ پهلوی
25. داریوش معانی؛ استاد شهرسازی دانشگاه‌های ملی و تهران، یکی از مدیران پروژه‌های مهرشهر، شهرک غرب و واوان[۳۵]
26. سیامک حریری؛ معمار؛
27. فریبرز صهبا؛ معمار.
28. مهران روحانی موسیقی‌دان و آهنگساز. فارغ‌التحصیل دکترای آهنگسازی از کالج سلطنتی موسیقی لندن است و آثارش در کشورهای مختلف به اجرا درآمده است.
29. سهیل پارسا؛ کارگردان سرشناس تئاتر کانادا: یکی از سرشناس‌ترین هنرمندان ایرانی در تئاتر کانادا به‌شمار می‌رود. موفقیت‌های پارسا در عرصه تئاتر او را به یک چهره جهانی تئاتر تبدیل کرده است. پارسا چهار دفعه به عنوان کارگردان برتر و دو بار برای نمایش برتر برنده جایزه «دورا» شد. جایزه دورا مهم‌ترین جایزه هنرهای نمایشی در تورنتو است که هر ساله به برترین‌های عرصه رقص، تئاتر و اپرا اهدا می‌شود. همچنین او در سال‌های ۲۰۰۷ و ۲۰۱۰ در بین نامزدهای نهایی جایزه «سیمیونوویچ»، (بالاترین جایزه کانادا) قرار گرفت. سهیل پارسا از معدود کارگردان کانادایی است که دو بار موفق به راه‌یابی در فهرست نهایی جایزه سیمیونوویچ شده است. در سال ۲۰۱۳، پارسا مدال سلطنتی ملکه «الیزابت دوم» را به دلیل «مشارکتش به عنوان یک هنرمند تئاتر در کانادا» دریافت کرد. در سال ۲۰۱۵، جایزه بهترین کارگردانی از جوایز منتقدان تئاتر تورنتو به سهیل پارسا برای کارگردانی «عروسی خون»، اثر «لورکا» به او اهدا شد. نشریه NOW این تئاتر را به عنوان یکی از برترین تئاترهای دهه انتخاب کرد. در سال ۲۰۲۱ جایزه «باربارا همیلتون» به سهیل پارسا اهدا شد. این جایزه به برترین هنرمند تئاتر کانادا داده می‌شود که به عنوان سفیر هنر کانادا شناخته می‌شود.[۸۱]
30. امید جلیلی - (زادهٔ ۸ مهر ۱۳۴۴) بازیگر سینما و تأتر و کمدین ایرانی - بریتانیایی است. امید از پدر و مادری ایرانی و بهائی در چلسی لندن در انگلستان به دنیا آمد و خود بهایی است. او پس از تحصیل در مدرسه هلند پارک در لندن، در شهر کولرین ایرلند شمالی و در دانشگاه اولستر به تحصیل زبان انگلیسی و تئاتر پرداخت.[۸۲][۸۳][۸۴][۸۵]

### ادبیات
1. حسن فؤادی بشرویی؛ یکی از بنیان‌گذاران «زبان‌شناسی نوین ایران»[۳۵][۸۶]
2. روحی ارباب؛ مترجم زبان و ادبیات روسی، از جمله آثاری از ماکسیم گورکی، آنتون چخوف و الکسی تولستوی است.[۳۵] او در سال ۱۲۹۳ در شهر عشق‌آباد روسیه به دنیا آمد. در دانشکدهٔ الکترونیک لنینگراد تحصیل کرد. با تأسیس حکومت بلشویکی مجبور شد به تنهایی به ایران برود. کارمند وزارت دارایی بود که در سال ۱۳۲۸ با اخذ لیسانس حقوق قضایی در دفتر دانشگاه تهران مشغول به کار شد. در دانشگاه تهران به تدریس زبان و ادبیات روسی پرداخت. فعالیت خود را به‌عنوان یک مترجم حرفه‌ای آغاز کرد. روحی ارباب معتقد بود کودکان سرمایه‌های مملکت هستند و می‌توان آن‌ها را از راه مطالعه و کتاب تربیت کرد و ایرانی زیبا ساخت. او از نخستین مترجمان کتاب کودک در ایران به‌شمار می‌رود. برای اولین بار، داستان‌های لیتوانی، روسی، قهرمانان یونان باستان، یک دلبر و هزار دلبر (داستانی در مورد آداب و رسوم در هند) و افسانه‌های ملل مشرق‌زمین، رُمان «بی‌خانمان» اثر «هکتور مالو»، کتاب مجموعه‌ای از داستان‌های «هانس کریستیان اندرسن» که اولین نوبت در سال ۱۳۳۴ به چاپ رسید. جوجه‌اردک زشت و ده داستان طلایی از دیگر کتاب‌های اندرسن، نخستین ترجمهٔ آثار «شارل پرو»، داستان‌سرای قرن هفدهم فرانسه، مانند پسر کاکلی، پوستین و بلبل است. کتاب‌های طلایی که هر جلدش به موتسارت، گالیله، نیوتن، واگنر، بتهوون، باخ و پاستور، اختصاص داشت به نوجوانان و جوانان ایران معرفی شدند. روحی ارباب پس از چندین سال تدریس در دانشکده به دلیل بهائی بودن اخراج شد. و فرصت بیشتری برای ترجمهٔ آثار پیدا کرد. او با ترجمه و انتشار کتاب «داستان‌های برگزیده» از «آلفونس دوده»، برای اولین بار ایرانیان را با این نویسندهٔ شهیر فرانسوی آشنا کرد. ترجمهٔ کتاب «تاریخ ایران باستان» اثر ایران‌شناس معروف روسی، دیاکونوف، و «ایران در دوران نخستین پادشاهان هخامنشی» اثر شرق‌شناس مشهور، «محمد داندامایف» از جمله آثار ارزنده در زمینهٔ ایران‌شناسی بودند که با استقبال پژوهش‌گران و استادان دانشگاه روبه‌رو شده و بارها تجدید چاپ شدند. مطالعهٔ مستمر و آشنایی روحی ارباب با ادبیات روسیه، وی را برآن داشت که کتاب تاریخی «پتر کبیر» اثر «آلکسی تولستوی»، «بودا و چند داستان دیگر» اثر «لئو تولستوی»، «واسکا سرخه» اثر «ماکسیم گورکی» و «منتخبی از داستان‌ها و نمایشنامه‌های چخوف» را از زبان روسی به فارسی ترجمه کند. به دعوت دانشگاه معتبر هاروارد روحی ارباب راهی آمریکا شد اما پس از یک سال به شوق زندگی در وطن به ایران بازگشت. در ایران، او به دعوت وزارت آب و برق به عنوان مترجم در مذاکرات ایران و شوروی، به سرزمینی که برادر و پدرش را در خود مدفون داشت قدم گذارد. آثار روحی ارباب به دفعات از سوی ناشران مختلف بدون اطلاع و اجازهٔ خانواده‌اش در ایران به چاپ رسیده است. او از بهائیان سرشناس پیش از انقلاب ۱۳۵۷ بود و اعتقادات بهائی او موجب سلب حق مولّف از او شده است. او در سال ۱۳۵۴ بر اثر بیماری قلبی در سن ۶۱ سالگی در تهران درگذشت.[۸۷]
3. جهانگیر دری؛ استاد زبان و ادبیات فارسی در دانشگاه دولتی مسکو، مترجم پانزده مجموعه از آثار نویسندگان ایرانی به زبان روسی[۳۵]
4. فروغ ارباب؛ نویسنده و مترجم در زمینهٔ ادبیات کودک؛[۳۵]
5. ابوتراب سهراب؛ مترجم (آثاری از نیچه، مارتین بوبر، والتر کافمن و توماس مان)؛[۳۵]
6. هوشمند دهقان، مترجم آثار فلسفی، روانشناسی و ادبی. او در ۱۳۹۴، به خاطر باور به آئین بهائی به شش سال حبس محکوم گشت. [۸۸]
7. شمیم بهار؛[۸۹] داستان‌نویس، منتقد ادبی و سینمایی،[۳۵] استاد دانشگاه
8. منوچهر انور؛ یکی از شناسانندگان تئاتر جهان به ایرانیان از راه ترجمهٔ برخی از آثار هنری؛
9. کامران صمیمی؛ استاد زبان انگلیسی و مترجم.[۳۳]

#### شعر
1. میرزا نعمت‌الله بیضایی آرانی (متخلّص به «ذکایی»؛ برادر ادیب بیضایی آرانی، پدر بهرام بیضایی و پدربزرگ نیلوفر بیضایی)؛ شاعر، حقوق‌دان، تذکره‌نویس (نویسندهٔ کتاب چهار جلدی «تذکرهٔ شعرای قرن اول بهائی») و پایه‌گذار انجمن ادبی تهران[۳۵]
2. میرزا علی‌محمد ادیب بیضایی آرانی (کاشانی؛ برادر ذکایی بیضایی آرانی)؛ شاعر[۹۰] و نویسنده[۳۵]
3. حسین پرتو بیضایی آرانی (فرزند ادیب بیضایی آرانی و پسر عموی بهرام بیضایی)؛ شاعر و یکی از پایه‌گذاران انجمن ادبی در دورهٔ پهلوی[۹۱]
4. میرزا محمدحسن ضیایی آرانی (از خاندان محمدعلی «شیخ العلما» ی آرانی)؛ شاعر؛[۹۲]
5. میرزا محمد سدهی اصفهانی (نعیم اصفهانی، «میرزا نعیم»)؛ شاعر؛[۹۳][۹۴]
6. اسماعیل سدهی اصفهانی («سینا»؛ برادر محمود «نیّر» سدهی اصفهانی و شیرین‌جهان بیگم «فانیه» سدهی اصفهانی)؛ شاعر؛[۹۵]
7. محمود سدهی اصفهانی («نیّر»؛ برادر اسماعیل سدهی اصفهانی «سینا» و شیرین‌جهان بیگم «فانیه» سدهی اصفهانی)؛ شاعر[۹۵][۹۶]
8. شیرین‌جهان بیگم سدهی اصفهانی («فانیه»؛ برادر اسماعیل «سینا» ی سدهی اصفهانی و محمود «نیّر» سدهی اصفهانی)؛ شاعر؛[۹۷]
9. صدرالدین درخشان اصفهانی؛ شاعر؛[۹۸]
10. محمدعلی سلمانی اصفهانی؛ شاعری[۹۹] که به دلیل بابی شدن و روی‌گردانی از اسلام، مانند برخی از همکیشان خود، شکنجه شده و گوش و بینی‌اش بریده می‌شود. وی بعدها بهائی می‌شود.[۱۰۰]
11. میرزا عبدالکریم خان حکیم سیمای اصفهانی پدربزرگ عصمت «طائر» تهرانی؛ شاعر، حکیم[۱۰۱]
12. عصمت («طائر») تهرانی نوهٔ دختری میرزا عبدالکریم خان حکیم سیمای اصفهانی؛ شاعر؛[۱۰۲]
13. میرزا عبدالوهاب گلشن (اردکانی) اصفهانی؛ شاعر؛[۱۰۳]
14. عبدالحسین («نداف») اصفهانی؛ شاعر؛[۱۰۴]
15. میرزا حسن («ادیب») طالقانی (ادیب‌العلمای طالقانی)؛ شاعر[۱۰۵] و جزو ۱۹ حواری حسین‌علی نوری (حواریون بهاءالله)؛[۶۴][۱۰۶][۱۰۷]
16. مهدی جهان کاشانی («مرشد نسّاج»)؛ شاعر و صوفی؛[۱۰۸]
17. احمد واعظ («خاوری») کاشانی با لقب‌های «لسان الاسلام»، «فخر الواعظین» شناخته شده و شاعر.[۱۰۹]
18. میرزا علی‌اشرف «عندلیب» لاهیجانی؛ شاعر[۱۱۰]
19. میرزا نورعلی خان شیبانی («نصرت‌الملک شیبانی»، «آذر کاشانی»؛ فرزند شاعر عارف، فتح‌الله خان شیبانی کاشانی)؛ شاعر و صوفی؛[۱۱۱]
20. اسدالله («حیرت») قمی؛[۱۱۲] شاعر، و صوفی[۱۱۳]
21. ابوالقاسم («بیضا» ی) قمی یزدی؛ شاعر و خوش‌نویس؛[۱۱۴]
22. میرزا علی‌محمد ورقا یزدی (فرزند ملا مهدی یزدی، پدر میرزا ولی‌الله خان ورقا و روح‌الله ورقا و نیز پدربزرگ علی‌محمد ورقا (ایادی امرالله))؛ شاعر، طبیب، خطیب،[۱۱۵] عارف[۱۱۶] و جزو ۱۹ حواری حسین‌علی نوری (حواریون بهاءالله)[۱۱۷] که در جریان یک قتل‌عام دینی-سیاسی، به همراه فرزند ۱۲ ساله‌اش سلاخی شد.
23. محمد طاهر («اشراق») قندهاری یزدی؛ شاعر و صوفی[۱۱۸]
24. علی‌اکبر (بنّای) یزدی؛ شاعر و معمار؛[۱۱۹]
25. علی فاضل یزدی با تخلّص «رونق»، شاعر.[۱۲۰]
26. محمدرضا «انوار» محمدآبادی یزدی؛ شاعر و خوش‌نویسی[۱۲۱] که کشته شد.
27. میرزا محمدحسین («طائر») محمدآبادی یزدی (برادرزادهٔ محمدرضا («انوار») محمدآبادی یزدی)؛ شاعر؛[۱۲۲]
28. روح‌الله ورقا یزدی (نوهٔ ملا مهدی یزدی، فرزند میرزا علی‌محمد ورقا یزدی و برادر میرزا ولی‌الله خان ورقا)؛ شاعر؛[۱۱۶] که به همراه پدرش سلاخی شد.
29. بی‌بی سکینه، «طیر» یزدی؛ شاعر؛[۱۲۳]
30. نوشیروان قاسم‌آبادی یزدی، «نوش قاسم‌آبادی»؛ فرزند مبلغی زرتشتی به نام گشتاسب سروش؛ شاعری زرتشتی که بعدها بهائی شد.[۱۲۴]
31. محمد «ناطق» اردستانی کاشانی (برادر میرزا محمدعلی ناطق «شایق» اردستانی)؛ شاعر و یکی از مبلغان پیشین کیش اسلام؛[۱۲۵]
32. میرزا محمدعلی ناطق («شایق») اردستانی (برادر محمد ناطق اردستانی کاشانی)؛ شاعر؛[۱۲۶]
33. محمداسماعیل عارف کاشانی، مشهور به «ذبیح» و ملقب به «انیس»؛ برادر میرزا جانی کاشانی یکی از سران نویسنده و کشته‌شدهٔ جنبش بابیه، و شاعر؛[۱۲۷]
34. میرزا ماشاءالله «لقایی» کاشانی؛ شاعر؛[۱۲۸]
35. محمدابراهیم مسگر کاشانی (متخلص به «منصور»)؛ شاعری که بابی شده و سپس بهائی گشت.[۱۲۹]
36. میرزا محمدباقر، «بصار»، رشتی (برادر لیلا بهشتی رشتی و پدر فروغ بصاری بابلی)؛ شاعر؛[۱۳۰]
37. لیلا رشتی (لیلا بهشتی؛ خواهر میرزا محمدباقر «بصار» رشتی و عمهٔ فروغ بصاری بابلی؛ شاعری[۱۳۱] که فرزند شاعر و جوانش، میرزا جلال[۱۳۲] به دلیل بهائی بودن کشته شد.
38. فروغ بصاری بابلی فرزند میرزا محمدباقر «بصار» رشتی؛ شاعر[۱۳۲] و نیز دارای گواهی‌نامهٔ دکتری پزشکی از دارالفنون؛[۱۳۳]
39. طلعت بصاری؛ شاعر،[۱۳۲] نویسنده، استاد ادبیات فارسی (دارای گواهی‌نامهٔ دکتری)، معاون دانشگاه گندی‌شاپور اهواز، نخستین زن معاون دانشگاه در ایران[۳۵] پژوهشگر دربارهٔ شاهنامه، از پیشگامان جنبش زنان ایران
40. محمد «فاضل» قائنی، «نبیل اکبر»، نویسنده،[۱۳۴] شاعر،[۱۳۵] حکیم (یکی از شاگردان ملا هادی سبزواری)، مجتهد (دارای گواهی‌نامهٔ اجتهاد از مرتضی انصاری)، یکی از مبلغان پیشین دین اسلام و جزو ۱۹ حواری حسین‌علی نوری (حواریون بهاءالله)؛[۶۴][۱۳۶][۱۳۷][۱۳۸]
41. ملا محمد زرندی (نبیل زرندی، «نبیل اعظم»؛ پدر میرزا منیر قزوینی[۱۳۹])؛ تاریخ‌نگار، شاعر،[۱۴۰] و نیز از حواریون حسین‌علی نوری (حواریون بهاءالله)؛[۱۴۱][۱۴۲][۱۴۳][۱۴۴]
42. میرزا منیر قزوینی فرزند محمد زرندی (نبیل اعظم)؛ نویسنده[۱۴۵] و شاعر؛[۱۴۶])
43. یونس افروخته قزوینی؛ شاعر؛[۱۴۷]
44. میرزا محمد باقر قزوینی، متخلص به «مسعود» و معروف به «درویش مسعود» شاعر و صوفی؛[۱۴۸]
45. محمد «مصور» قزوینی؛ شاعر؛[۱۴۹]
46. عبدالحمید اشراق خاوری؛ شاعر،[۱۵۰] نویسنده و پژوهشگر؛[۶۴][۱۵۱]
47. مهدی «شارق» بروجنی؛ نویسنده و شاعر؛[۱۵۲]
48. یزدان‌بخش «یزدان» بروجنی؛ شاعر؛[۱۵۳]
49. ابوالحسن میرزا، «حیرت» تهرانی، «شیخ‌الرئیس قاجار»؛ فرزند محمد تقی میرزا «حسام‌السلطنه» شاعر[۱۵۴] و نویسنده؛[۶۴]
50. میرزا عزیزالله مصباح تهرانی؛ شاعر[۱۵۵] و آشنا با زبان‌های فارسی، فرانسوی و عربی. وی نخست، بابی شد؛ ولی سرانجام، بهائی گشت.[۱۵۶]
51. نعمت‌الله ورتا تهرانی؛ شاعر،[۱۵۷] دانشمند و فیلسوفی که در فلسفهٔ اسلامی جزو شاگردان میرزا محمدباقر «قوام الحکما» ی لاهیجی و میرزا ابوالحسن جلوه اصفهانی بوده و در فلسفهٔ اروپایی و علوم سیاسی، یکی از شاگردان داوود خان همدانی بود. مدتی نیز نزد عبدالرحیم اصفهانی، نوهٔ محمدحسین حائری اصفهانی «صاحب فصول» درس، فرا گرفته است.[۱۵۸]
52. غلامرضا روحانی تهرانی (متخلص به «اجنه»؛ فرزند میرزا شکرالله خان روحانی)؛ شاعر[۱۵۹] و نیز طنزپرداز در نشریه‌هایی همچون: «نسیم شمال» و «توفیق»[۳۵]
53. میرزا شکرالله خان روحانی («آزادی»؛ پدر غلامرضا روحانی تهرانی)؛ شاعر و صوفی؛[۱۶۰]
54. ابراهیم آذر منیر تبریزی؛ شاعر؛[۱۶۱]
55. میرزا محمدعلی «ضیا» ی تبریزی؛ شاعری که بابی شد؛ ولی بعدها بهائی گشت.[۱۶۲]
56. میرزا احمد راضی تبریزی؛ شاعر و نیز به گونهٔ کامل، آشنا با زبان فرانسوی و انگلیسی؛[۱۶۳]
57. میرزا اسماعیل «مشکات» تبریزی؛ شاعر؛[۱۶۴]
58. مهدی قوام همدانی، فرزند محمد رضا-مجتهد-همدانی و پسرعمهٔ حسین رضوی، معروف به غبار همدانی، و شاعر؛[۱۶۵]
59. آقابزرگ آزرده فیروزی؛ شاعر؛[۱۶۶]
60. میرزا موسی ادیب اهری؛ شاعر؛[۱۶۷]
61. کاظم («زارع») نصرآبادی؛ شاعر، که یکی از فرزندانش را به دلیل بهائی بودن، مسموم می‌کنند.[۱۶۸]
62. بهجت بمبئی؛ شاعر؛[۱۶۹]
63. میرزا عبدالحسین «شکوهی» شیرازی؛ شاعر؛[۱۷۰]
64. عباس‌علی بینش شیرازی؛ شاعر؛[۱۷۱]
65. محمدابراهیم فاضل شیرازی[۶۴] (حکیم شیرازی)؛ شاعر، حکیم، و عارف.[۱۷۲]
66. عبدالله «فاضل» زرقانی شیرازی «بکا»، متخلص به «واعظ»؛ شاعر،[۱۷۳] حکیم، خوش‌نویس و نیز یکی از مبلغان پیشین دین اسلام؛[۱۷۴]
67. محمود زرقانی؛ شاعر؛[۱۷۵]
68. میرزا محمدتقی («فصیح الملک») شیرازی متخلص به «شوریده»؛ شاعر و نیز یکی از مبلغان پیشین کیش اسلام؛[۱۷۶]
69. طوبی شیرازی؛ شاعر؛[۱۷۷]
70. سیف‌الله حق‌سرشت («اختر» شیرازی)؛ شاعر؛[۱۷۸]
71. بهیه نیریزی (همسر فاضل قصرالدشتی شیرازی)؛ شاعر؛[۱۷۹]
72. محمدهاشم فاضل قصرالدشتی شیرازی (متخلص به «مستقیم» و معروف به «شیخ آقا»؛ همسر بهیه نیریزی)؛ شاعر،[۱۸۰] آشنا با علوم غریبه، مدرس دانش حساب و نجوم و نیز یکی از مبلغان پیشین کیش اسلام؛[۱۸۱]
73. ابوالحسن («اشرف») شیخ‌الاسلام نیریزی، متخلص به «شهاب»؛ شاعر و نیز یکی از مبلغان پیشین آیین اسلام؛[۱۸۲]
74. احمدعلی («فانی») نیریزی؛ آموزگار، شاعر، خوش‌نویس؛[۱۸۳]
75. میرزا اکبر صبیحی («مشتاق») نیریزی؛ شاعر؛[۱۸۴]
76. رمضان بقایی تیلکی مازندرانی؛ شاعر و نیز یکی از مبلغان پیشین کیش اسلام؛[۱۸۵]
77. فرج‌الله جلالی کرمانشاهی؛ شاعر؛[۱۸۶]
78. خدیجه کاشیه؛ شاعر؛[۱۸۷]
79. (بی‌بی) ام‌سلمه «روحانیه» بشرویه؛ شاعر؛[۱۸۸]
80. میرزا علی‌اکبر «روحانی» رفسنجانی؛ شاعر[۱۸۹] و یکی از مبلغان دین بهائیت؛[۱۹۰]
81. علی روحانی رفسنجانی («ایطا»؛ شاعر؛[۱۹۱]
82. محمد ابراهیم («ثابت») رفسنجانی؛ شاعر؛[۱۹۲]
83. میرزا عباس خان طاهری رفسنجانی؛ شاعر؛[۱۹۳]
84. (بی‌بی) فاطمه درویشه (طاهری) رفسنجانی؛ شاعر؛[۱۹۴]
85. شمسی رضوانی؛ شاعر؛[۱۹۵]
86. علی‌اکبر سالکی رفسنجانی، «سالک»؛ شاعر؛[۱۹۶]
87. میرزا عطاءالله حکیم آباده‌ای («سراج‌الحکما»، متخلص به «عطا»؛ پدر بدیع‌الله آگاه آباده‌ای و محمدحسین آگاه «حکمت» آباده‌ای)؛ طبیب، شاعر و نیز یکی از مبلغان پیشین آیین اسلام؛[۱۹۷]
88. محمد حسین آگاه («حکمت» آباده‌ای، «دکتر خان»؛ فرزند میرزا عطاءالله حکیم آباده‌ای «سراج‌الحکما» و برادر بدیع‌الله آگاه آباده‌ای)؛ شاعر و دارای گواهی‌نامهٔ دکتری پزشکی (شاگرد میرزا محمدباقر حکیم‌باشی «ظل السلطان» و نیز دانش‌آموختهٔ دارالفنون)؛[۱۹۸]
89. بدیع‌الله آگاه آباده‌ای (فرزند میرزا عطاءالله حکیم آباده‌ای «سراج الحکما» و برادر محمدحسین آگاه «حکمت» آباده‌ای)؛ شاعر؛[۱۹۹]
90. میرزا احمد انصاری «تسکین» آباده‌ای؛ شاگرد حبیب‌الله مجتهد کاشانی؛ شاعر و نیز یکی از مبلغان پیشین دین اسلام؛[۲۰۰]
91. میرزا عباس («قابل») آباده‌ای؛ شاعر؛[۲۰۱]
92. بهیه صفایی آباده‌ای؛ شاعر؛[۲۰۲]
93. میرزا جعفر («خازن») بختیاری؛ شاعر؛[۲۰۳]
94. درویش صدق علی؛ شاعر و صوفی؛[۲۰۴]
95. محمدحسن («روشن») جهرمی (درویش روشن‌علی)؛ شاعر و صوفی؛[۲۰۵]
96. عبدالحسین («سلسبیل») بروجردی؛ شاعر، آشنا با علوم غریبه و نیز یکی از مبلغان پیشین دین اسلام؛[۲۰۶]
97. مهدی عراقی گلپایگانی (فرزند ابوالقاسم، یکی از امامان پیشین جمعه اصفهان)؛ شاعر و نیز یکی از مبلغان پیشین دین اسلام؛[۲۰۷]
98. مهدی («تاشی») صُغاوی؛ شاعر و نیز یکی از مبلغان پیشین آیین اسلام؛[۲۰۸]
99. میرزا علی‌اکبر («سیار») استخری؛ شاعر؛[۲۰۹]
100. صبوری اراکی؛ شاعر؛[۲۱۰]
101. شمس‌جهان قاجار متخلص به «فتنه» و از سوی بهاءالله، ملقب شده به «ورقة الرضوان»؛ نوهٔ پسری فتحعلی‌شاه قاجار)؛ شاعر؛[۲۱۱]
102. میرزا محمدرضا فلاح آرانی «ارباب‌میرزا»، شاعر؛[۲۱۲]
103. گوهرتاج سیرجانی؛ شاعر؛[۲۱۳]
104. محمدمهدی میرزا لسان الادب؛ شاعر و شاهزاده قاجاری و به گونهٔ کامل، آشنا با زبان‌های فارسی، فرانسوی و عربی؛[۲۱۴]
105. علی اشرف («عندلیب») لاهیجانی؛ شاعر؛[۲۱۵]
106. میرزا محمدمصطفی بغدادی (فرزند محمد شبل بغدادی، یکی از شاگردان سید کاظم رشتی)؛ شاعر[۲۱۶] و جزو ۱۹ حواری حسین‌علی نوری (حواریون بهاءالله)؛[۲۱۷]
107. (بانو) مخموره نجف‌آبادی؛ شاعر؛[۲۱۸]
108. مریم نوری (دخترعمه، و همسر برادر میرزا حسین‌علی نوری بهاءالله)؛ شاعر؛[۲۱۹]
109. میرزا جلال‌الله بشیر رحمانی («مفتون فارانی»؛ فرزند شاه خلیل‌الله رحمانی)؛ شاعر؛[۲۲۰]
110. میرزا عبدالحسین «ندیم‌الشعرا» ی بختیاری («حاج میرزا ندیم»)؛ شاعر؛[۲۲۱]
111. «نظام‌الشعرا» ی فراهانی («نظام‌السادات»)؛ شاعر؛[۲۲۲]
112. شهربانو حمامه کرمانی؛ شاعر؛[۲۲۳]
113. میرزا مهدی («روحانی») شهربابکی کرمانی (فرزند ملا محمدرضا شهربابکی کرمانی)؛ شاعر، نویسنده و نیز یکی از مبلغان پیشین آیین اسلام که سرانجام، کشته شد؛[۲۲۴]
114. میرزا آقا خوشبین خراسانی («حاج ندیم‌باشی»)؛ شاعر؛[۲۲۵]
115. میرزا عبدالمجید فروغی (خراسانی، «صدیق العلما»، فرزند ملا علی دوغ‌آبادی خراسانی، نوهٔ دختری ملا میرزا محمد دوغ‌آبادی خراسانی و خواهرزاده و داماد میرزا محمود فاضل فروغی)؛ شاعر و نیز یکی از مبلغان پیشین دین اسلام[۲۲۶] که به گونهٔ دلخراش در دومین ترور، کشته شد.[۲۲۷]
116. میرزا محمدتقی مشرقی («ناظم خراسانی»؛ نوهٔ ملا علی بجستانی)؛ شاعر؛[۲۲۸]
117. میرزا حسین عارف؛ شاعر؛[۲۲۹]
118. مصطفی بیگ بابان (کردی سنندجی)؛ شاعر و صوفی؛[۲۳۰]
119. محمد هاشم «مستفیض»؛ شاعر؛[۲۳۱]
120. علی شیخ زمانف («شوقی گنجوی»)؛ شاعر و نیز یکی از مبلغان پیشین کیش اسلام؛[۲۳۲]
121. میرزا حسین توانگر «غرا» ی نجف‌آبادی؛ شاعری که بعدها لباس روحانیت را کنار گذاشت.[۲۳۳]
122. صادق بادکوبه‌ای؛ شاعر و مجتهدی[۲۳۴] که سرانجام، با گلوله و در حال نیایش، کشته شد.[۲۳۵]
123. حسین‌قلی میرزا «موزون» ملایری؛ شاعر، آشنا با دانش نجوم و نیز یکی از مبلغان کیش بهائیت که به دلیل بهائی بودن، مدتی زندانی بود.[۲۳۶]
124. میرزا عبدالخالق یعقوب‌زاده («یوسف» قفقازی)؛ شاعر و آگاه به زبان فارسی، روسی، ترکی و عربی.[۲۳۷]
125. میرزا فرج‌الله فناییان («جنون سنگسری»؛ فرزند ملا لطف‌علی فناییان سنگسری و نوهٔ ملا محمد رضا فناییان سنگسری و نیز شاگرد محمد فاضل قائنی «نبیل اکبر»)، شاعر؛[۲۳۸][۲۳۹]
126. محمدعلی («خموشی») سنگسری؛ شاعر؛[۲۴۰]
127. میرزا حاجی آقا رحمانیان سنگسری («صامت»)؛ شاعر؛[۲۴۱]
128. عبدالعلی «معلم» شهمیرزادی (متخلص به «شهاب»؛ برادر محمداسماعیل مظلوم «شیدا» ی شهمیرزادی)؛ شاعر؛[۲۴۲]
129. محمداسماعیل مظلوم شهمیرزادی («شیدا»؛ برادر عبدالعلی معلم «شهاب» شهمیرزادی)؛ شاعر؛[۲۴۳]
130. حبیب‌الله اوجی؛ شاعری که سرانجام کشته شد.[۲۵]
131. علی زارع‌زادگان شاعر

### فلسفه و علم
1. امانت‌الله روشن زائر؛ یکی از پیشگامان فیزیک در ایران، استاد دانشکدهٔ علوم دانشگاه تهران، یکی از پایه‌گذاران «نخستین آزمایشگاه علوم» دانشگاه تهران، نویسندهٔ کتاب‌های دبیرستانی و دانشگاهی فیزیک[۳۵]
2. ایرج ایمن؛ رئیس پایه‌گذارهٔ ملی روان‌شناسی، رئیس پایه‌گذارهٔ تحقیقات و مطالعات تربیتی، از نویسندگان دائرةالمعارف مصاحب، مشاور یونسکو[۳۵] رئیس پایه‌گذاره مؤسسهٔ ملی روان‌شناسی ایران، رئیس پایه‌گذارهٔ تحقیقات و مطالعات تربیتی، از نویسندگان دائرةالمعارف مصاحب، مشاور یونسکو، ارتباط با سازمان‌های بین‌المللی وابسته به سازمان ملل متحد و مدیریت برخی در زمینه‌های روانشناختی، سنجش‌های تربیتی و روان‌سنجی، در کشورهای آمریکا و سوئیس بوده است. بیست سال عضویت هیئت مدیره و بازرس منطقه‌ای علوم اداری در آسیا و اقیانوسیه و غیره حتی پس از خروج از ایران از جمله فعالیت‌های او بودند. از خدمات علمی و فرهنگی ایرج ایمن به زبان، عرفان و فرهنگ فارسی در سال‌های ۱۹۹۳–۲۰۰۳، ایجاد کنفرانس‌های «انجمن دوستداران فرهنگ و هنر فارسی» و سمینارهای فارسی «مجامع عرفان» بود که با شرکت سالانهٔ هزاران نفر از سابقه‌های غیر ایرانی همراه با ایرانیان مشتاق در کشورهای سوئیس، انگلستان و آمریکا برگزار می‌شد. از دکتر ایمن، مقالات بسیاری به زبان فارسی موجود است؛ از جمله آن‌ها می‌توان به تحقیقی دربارهٔ «قهرمان‌جویی در ایران»، «تأثیر وراثت و محیط بر هوش» و «نوآوری آموزشی در ایران» اشاره کرد.[۲۴۴]
3. منوچهر حکیم (معروف به پروفسور حکیم)؛ استاد کالبدشناسی دانشکدهٔ پزشکی دانشگاه تهران، دارای نشان افتخار لژیون دونور فرانسه، از پایه‌گذاران بیمارستان میثاقیه (مصطفی خمینی امروز) در تهران[۳۵] که سرانجام، ترور و کشته شد.[۲۵]
4. احمد عطایی؛ استاد و رئیس دانشکدهٔ دامپزشکی دانشگاه تهران بود.[۳۵] تحصیلات ابتدایی و متوسطه را در مدرسهٔ تربیت و دبیرستان شرف به اتمام رساند و در شمار محصلین اعزامی به اروپا به درجهٔ دکترای دولتی از دانشکدهٔ پزشکی دانشگاه پاریس و دو گواهینامهٔ تخصصی بعد از دکترا در رشته‌های فیزیولوژی و بیوشیمی از دانشکدهٔ علوم پاریس و دورهٔ میکروب‌شناسی انستیتو پاستور پاریس نائل شد. در ایران مدت سی و شش سال به فعالیت‌های علمی مشغول بود. از جمله به سمت استاد و رئیس بخش و مدیر گروه، به تدریس فیزیولوژی و فارماکولوژی در دانشگاه تهران پرداخت و چندین سال ریاست دانشکدهٔ دامپزشکی را به عهده داشت. احمد عطائی به دریافت مدال لیاقت از دولت فرانسه و مدال پاستور از انستیتو پاستور پاریس نائل گردید. سال‌ها عضویت هیئت مدیرهٔ بهائیان قسمت قلهک، و هیئت امنای آموزشگاه عالی پرستاری میثاقیه را داشت. او کتاب‌های درسی دانشگاهی از جمله در زمینه‌های فارماکودینامی، درمان‌شناسی، فارماکولوژی عمومی، و فیزیوپاتولوژی تألیف نموده و کتاب‌های تحقیقی در آئین بهائی هم نوشته است. نتیجهٔ تحقیقات علمی و عملی احمد عطائی در کتاب «طب و بهداشت در تعالیم بهائی» در سال ۱۹۹۸ میلادی در آلمان منتشر شد.[۲۴۵]
5. علی‌محمد ورقا (ایادی امرالله) (فرزند میرزا ولی‌الله خان ورقا و نوهٔ میرزا علی‌محمد ورقا یزدی و نتیجهٔ ملا مهدی یزدی)؛ استاد جغرافی دانشگاه‌های تبریز و تهران، مدیر گروه آموزش جغرافیای دانشگاه تربیت معلم[۳۵][۲۴۶]
6. بهادر حق‌جو؛ رئیس دانشکدهٔ نفت آبادان[۳۵]
7. خسرو مهندسی؛ مترجم، نویسنده، دارای گواهی‌نامه دکتری در رشته فلسفه و علوم تربیتی، استاد علوم تربیتی دانشگاه تهران و نیز یکی از بنیان‌گذاران سازمان سنجش آموزش کشور و کنکور سراسری[۳۵] که به دلیل بهائی بودن کشته شد.[۲۵]
8. پرویز جاوید از چهره‌های علمی برجستهٔ بهائیان ایران است. او با وجود مشکلات جسمانی در سال ۱۳۲۸ خورشیدی موفق به اخذ درجه دکتری داروسازی از دانشگاه تهران شد. در ۱۳۳۶ شمسی راهی آمریکا شد و با داشتن بیش از ده سال تجربهٔ کاری در آمریکا و آشنائی با فرهنگ آن دیار در سال ۱۳۴۸ به ایران بازگشت. او بلافاصله به دعوت دانشگاه تهران به عنوان اولین استاد رشته‌های جدید داروسازی استخدام شد. در طول سال‌های ۱۳۴۸ تا ۱۳۵۵ خورشیدی دانشجویان دانشگاه‌های تهران، مشهد، و تبریز در رشته‌های داروسازی شیمیایی و فیزیکال فارماسی - شیمی صنعتی (سیستم‌های آکنده)، و کمیکال فارماسی (رشته‌های داروسازی مبتنی بر خواص فیزیکی و دیگری مبتنی بر خواص شیمیائی)، بیوفارماسی (داروسازی زیستی) و دروس هاسپیتال فارماسی (داروسازی بیمارستانی) از شاگردان وی بودند. شرایط نابسامان کشور بعد از انقلاب، پرویز جاوید را برای خدمت به وطن و هموطنانش از آمریکا به ایران کشاند. اعدام‌ها، بازداشت‌ها و مصادره اموال بهائیان توسط حکومت تازه تأسیس مانع بازگشت او به ایران نشد. او به تنهائی به وطن بازگشت، و در سمت استادی در دانشکده داروسازی دانشگاه تهران شروع به تدریس نمود. در سال ۱۳۵۹ خورشیدی اخراج استادان بهائی از دانشگاه‌های ایران گریبانگیر او هم شد. او پس از اخراج از دانشکده داروسازی دانشگاه تهران، درخواست دانشجویان را برای بازگشت به تدریس داوطلبانه بدون حقوق پذیرفت. پرویز جاوید از جمله اساتیدی بود که دانش علمی به‌روز شده، معلومات وسیع عمومی در زمینه‌های مختلف از جمله هنر و سینما و طبع شیرین و بذله‌گویی داشت که بسیار مورد علاقه شاگردانش بود. تأثیر عمیق او بر دانشجویان سبب شد تا برای ادامهٔ تدریس از اعتقاد دینی خود تبری کند که چون باز هم نپذیرفت، به دستور ریاست دانشگاه، از سال ۱۳۶۱ خورشیدی ورود او برای همیشه به دانشگاه تهران ممنوع شد. در سال ۱۳۶۴، پرویز جاوید یکی از پنج استاد بهائی حائز درجات علمی بالا در ایران بود که به عنوان عضو هیئت اُمنای دانشگاه ایندیانا در ایران فعالیت می‌کرد. او و دو تن دیگر از استادان بهائی مؤسسهٔ آموزش عالی بهائیان ایران (BIHE) را مخصوص جوانان بهائی محروم از تحصیل در دانشگاه تأسیس کردند. فارغ‌التحصیل‌های این مؤسسه با پذیرش در دانشگاه‌های مختلف جهان ادامه تحصیل می‌دهند. با وجود امکانات خوبی که برایش در آمریکا مهیا بود، عشق خدمت به وطنش، او را تا آخرین لحظه حیات در ایران نگه داشت.[۲۴۷]
9. فرامرز سمندری؛ استاد دانشکدهٔ پزشکی دانشگاه تبریز، پدیدآورندهٔ روشی نوین در جراحی گوش برای درمان ناشنوایان[۳۵] که سرانجام به دلیل بهائی بودن، توسط حکومت جمهوری اسلامی اعدام شد.[۲۵]
10. ابراهیم واحدیان بروجنی، دانشیار دانشکدهٔ فنی دانشگاه تهران، نویسنده و مترجم کتاب‌های درسیِ مقاومت مصالح و استاتیک[۳۵]
11. نورالدین حبیبی استاد دانشکدهٔ فنی دانشگاه تهران، عضو کمیسیون استاندارد تجزیهٔ شیمیایی کانه‌های سرب و روی[۳۵]
12. سیروس علایی استاد دانشکدهٔ فنی دانشگاه تهران، پژوهشگر تاریخ نقشه‌نگاری در ایران، نویسندهٔ کتاب‌های «نقشه‌های عمومی ایران» و «نقشه‌های اختصاصی ایران»[۳۵]
13. اسماعیل قدیریان استاد و مدیر گروه انگل‌شناسی و قارچ‌شناسی دانشگاه تهران، مشاور سازمان بهداشت جهانی در برنامه ریشه‌کنی مالاریا در یوگسلاوی (پیشین)، سرپرست بخش ایمنی آزمایشگاه پاتوبیولوژی مرکزی در تهران؛[۳۵]
14. پروین متحده، پایه‌گذار روماتولوژی در ایران - پس از گرفتن دیپلم در ایران، پروین متحده به اتریش در اروپا رفت. دوره‌های پزشک عمومی و تخصص در رشته ارتوپدی و فوق تخصص در رشته روماتولوژِی در دانشگاه‌های وین و شهر گراتس اتریش را با رتبه عالی به پایان رساند. به عشق وطن و هم وطنانش، به ایران بازگشت. استاد دانشگاه تهران، مؤسس کرسی و بخش روماتولوژی بیمارستان هزار تخت‌خوابی (امام خمینی کنونی) تهران و اولین مدّرس دورهٔ روماتولوژی در ایران بود و مسئول و مدیر همان بخش شد. مانند سایر بهائیان در سال ۱۳۶۲ از دانشگاه اخراج شد. از زمان پلمپ شدن مطّبش تا زمان درگذشتش در تهران، در منزل خود به‌طور مجانی به وضع بیش از هزار بیمار برای معالجه و تهیهٔ دارو در جامعهٔ بهائی و غیر آن به خصوص نسبت به تنگ دستان جامعه بی وقفه رسیدگی می‌کرد. اعتبار او چنان بود که در دوران جنگ، دولت اتریش نظارت مستقیم پروین متحده را به عنوان نماینده و امین کشور اتریش، در توزیع و مصرف دارو شرط استفاده از محموله‌های دارو و لوازم پزشکی که از طرف صلیب سرخ جهانی به ایران می‌فرستاد، قرار داد. پس از ملاقات و مذاکرهٔ پروین متحده خانه نشین با حسن حبیبی، معاون اول رئیس‌جمهور، پروین متحده مسئول نظارت بر توزیع محموله‌های صلیب سرخ جهانی شد. در اوایل دهه شصت، پروین متحده یکی از استادان اخراجی بهائی عضو هیئت مدیرهٔ «مؤسسه آموزش عالی بهائیان ایران» (BIHE) شد. این مؤسسه به‌طور رسمی از سال ۱۳۶۶ با برگزاری آزمون از داوطلبان بهائی شروع به کار کرد. پروین متحده نتایج تحقیق گستردهٔ خود در زمینهٔ «رابطه پزشک و بیمار از نظر آیین بهائی» را برای مجامع علمی- دانشگاهی فرستاد که برای ادامه تحقیقات از او دعوت شد. ولی چون تصوّر ترک وطن برایش ممکن نبود دعوت هیچ مجمع علمی یا دانشگاهی را نپذیرفت و تا پایان عمر در ایران ماند.[۲۴۸]
15. شاپور راسخ؛ یکی از استادان و پایه‌گذاران رشتهٔ جامعه‌شناسی دانشگاه تهران، معاون برنامه‌ریزیِ سازمان برنامه، رئیس مرکز آمار ایران و مشاور یونسکو،[۳۵][۲۴۹] سیاستمدار؛[۲۵۰]
16. مهری راسخ؛ یکی از شاگردان ژان پیاژه، استاد و رئیس دپارتمان روان‌شناسی تکاملی دانشگاه تهران[۳۵][۲۵۱] و نیز یکی از پایه‌گذاران روان‌شناسی کودک و خانواده در ایران؛[۲۵۲] مهری راسخ در سال ۱۹۵۱ با رتبه ممتاز در رشته روان‌شناسی و علوم تربیتی از دانشگاه تهران فارغ‌التحصیل شد، و در دانشگاه ژنو تحت استاد روان‌شناسی و علوم تربیتی، «ژان پیاژه» (صاحب نظریه رشد شناختی) موفق به اخذ درجه دکترا در رشته «روان‌شناسی رشد» از دانشگاه ژنو شد. پایان‌نامه اش «کودکان ناساز و آموزش آن‌ها» که با راهنمایی استادش ژان پیاژه نوشت، با تقدیر دانشگاه ژنو از زبان فرانسوی به دو زبان ایتالیایی و پرتغالی ترجمه شد. در این پایان‌نامه مهری راسخ برای نخستین بار تأثیر نقاشی و هنر را در درمان بیماران معرفی کرده است. در ایران در دوره‌های «روان‌شناسی رشد»، و «روان‌شناسی بالینی» در دانشکده روان‌شناسی دانشگاه تهران، و در «آموزشگاه عالی خدمات اجتماعی» همان دانشکده خدمات اجتماعی، و «مدرسه عالی دختران»، دانشگاه الزهرا کنونی، و چند سال هم به دعوت دکتر صدیقی در دانشکده علوم معقول و منقول (الهیات کنونی) واحد روان‌شناسی، به تدریس پرداخت. مهری فعالیت‌های مداوم در پیشبرد امور زنان و خانواده و تربیت کودک در ایران داشت. اولین میزبان برنامه محبوب هفتگی و پر طرفدار رادیو به نام «زن و زندگی» بود. مهری راسخ نویسنده و سخنران در زمینه پرورش زنان به زبان‌های فارسی، انگلیسی و فرانسه بود. به عنوان یکی از اعضای شورای عالی سازمان زنان ایران به سفرهای متعدد داخلی و خارجی رفت. این سازمان به اصلاح قوانین مربوط به خانواده هم می‌پرداخت. به همت وی یک کلینیک مشاوره روانی در مدرسه عالی دختران تأسیس شد که عمده فعالیتش، راهنمایی دختران دانشجوی شهرستانی بود که در اثر رویارویی با محیط و فرهنگ تهران گرفتار مسائل و مشکلات عصبی و روانی شده بودند. دو سال قبل از انقلاب، یک دانشجوی پریشان‌حال به قصد کشتن یک بهایی با چاقو به او حمله کرد، دنده‌های مهری شکست و صورت و چشم او دچار آسیب‌دیدگی شدید شد. مهری راسخ هیچ‌گاه از این دانشجو شکایت نکرد و کراراً می‌گفت که دانشجو به دلیل مشکل روانی غیرمسئول است و نباید مجازات شود. شرکت در کنفرانس یونسکو در پاریس مصادف با جریانات بهمن ۵۷ و روی کار آمدن حکومت اسلامی در ایران شد. مهری و همسرش از بهائیان سرشناس ایران بودند و چون شرایط برای بهاییان ساکن ایران به شدت سخت و پیچیده شده بود، نزدیکان شان از آن‌ها خواستند فعلاً به ایران برنگردند تا کشور به ثبات برسد. این دو دانشمند و محقق ایرانی که عاشق خدمت در ایران بودند به‌ناچار تا پایان عمر در سوییس ماندند و دور از وطن به خاک سپرده شدند. در دوران اقامت در خارج از کشور، مهری راسخ یکی از فعالان کنفرانس‌های ایرانشناسی در اروپا بود. او در یک کلینیک روان‌شناسی مشغول کار شد. و به ایراد سخنرانی و نوشتن مقالاتی به زبان فارسی و فرانسه پرداخت.[۲۵۳]
17. جمال‌الدین مستقیمی؛ «پدر آناتومی ایران»، ثبت‌کننده هشت کشف در حوزه آناتومی در مجامع جهانی به نام ایران، بنیان‌گذار سالن تشریح دانشکده‌های علوم پزشکی (ایران، مشهد، اهواز، ارومیه، بابل و مرکز پزشکی شفا یحیاییان تهران)، پزشک نمونهٔ کشور در سال ۱۳۷۹)؛[۳۵]
18. غلام‌عباس دواچی؛ استاد و رئیس دانشکدهٔ کشاورزی دانشگاه تهران، رئیس پایه‌گذارهٔ بررسی آفات و بیماری‌های گیاهی، عضو نخستین هیئت مدیرهٔ انجمن حشره‌شناسی ایران؛[۳۵]
19. هدایت‌الله نیرسینا؛ استاد دانشکدهٔ ادبیات دانشگاه تهران، رئیس شورای شعر رادیو ایران؛[۳۵]
20. حشمت علایی؛ استاد اقتصاد دانشگاه شیراز، بنیان‌گذار و رئیس نخستین دانشکدهٔ خصوصی مدیریت در ایران (مدرسهٔ عالی مدیریت لاهیجان)، عضو پایه‌گذار بانک توسعهٔ صنعت و معدن؛[۳۵]
21. حشمت مؤید؛ استاد تاریخ و ادبیات ایران در دانشگاه شیکاگو، نویسنده و مترجم ادبیات فارسی به زبان‌های انگلیسی و آلمانی؛[۳۵]
22. امین بنانی؛ استاد و رئیس بخش زبان‌ها و فرهنگ‌های خاور نزدیک در دانشگاه یوسی‌ال‌ای آمریکا؛[۳۵]
23. ژینوس نعمت محمودی؛ نخستین زن هواشناس ایران و مدیر مدرسهٔ عالی هواشناسی)[۳۵] و نیز نمایندهٔ ایران در کنفرانس‌های بین‌المللی هواشناسی و مبارزه با آلودگی هوا در دورهٔ پهلوی بود. او در سال ۱۳۰۸ در تهران به دنیا آمد. پدرش، عباس نعمت، بنیان‌گذار حرفهٔ گراورسازی در ایران و مادرش معلم بود. ژینوس با رتبه لیسانس در رشتهٔ فیزیک از دانشگاه تهران، و فوق لیسانس در رشته هواشناسی فارغ‌التحصیل شد. در ۱۹ سالگی با یک بهائی که دانشجوی حقوق بود ازدواج کرد. همسرش، هوشنگ محمودی، یک سال قبل از خود او یعنی در سال ۱۳۵۹ توسط افراد مسلح ربوده و ناپدید شد. ژینوس از فعالان حقوق زنان در ایران بود. او عضو انجمن زونتا (زنان تحصیلکرده در امور صلح) و رئیس صلح دیهیم بود. ریاست هیئت مدیرهٔ جمعیت زنان وزارت راه و هواشناسی را هم بر عهده داشت. تهیهٔ «اطلس اقلیمی ایران» از خدمات مهم ژینوس نعمت محمودی بود. او در دورهٔ پهلوی در کنفرانس‌های بین‌المللی هواشناسی و مبارزه با آلودگی هوا به نمایندگی ایران شرکت می‌کرد. از تاریخ دستگیری تا اعدام ژینوس ۱۴ روز طول کشید. ژینوس محمودی در سن ۵۲ سالگی در ۶ دی ماه ۱۳۶۰ به جوخهٔ اعدام سپرده شد، منزل و دارائی او توقیف شدند. ژینوس خاطرات ارزنده ای برای هم سلول‌های خود به جا گذاشته است. منیره برادران یکی از زندانیان دههٔ ۶۰ در صفحهٔ ۴۸ کتاب «حقیقت ساده» که خاطرات او از زندان‌های زنان در ایران است از ژینوس محمودی یاد می‌کند.[۲۵۴]
24. علی‌مراد داوودی؛ استاد فلسفه در دانشگاه تهران (نخستین فارغ‌التحصیل دکتری فلسفه در ایران)، نویسنده، پژوهشگر و مترجم (آثاری همچون: عقل در حکمت مشاء، دربارهٔ نفس، فلسفه در دورهٔ انتشار فرهنگ یونانی و دورهٔ رومی، روح فلسفه در قرون وسطی)[۳۵][۳۶][۳۷][۳۸] و نیز یکی از کشته‌شدگان در جریان قتل‌های زنجیره‌ای ایران.[۲۵][۳۶]
25. قدسیه اشرف؛ نخستین فارغ‌التحصیل زن ایرانی در آمریکا، دارای مدارک کارشناسی و کارشناسی ارشد از دانشگاه‌های بوستون و کلمبیا، نمایندهٔ زنان ایران در نخستین کنگرهٔ نسوان شرق در دمشق، از پیشنهاد دهندگان و پشتیبانان برگزاری دومین کنگرهٔ نسوان (زنان) شرق در تهران، رئیس دایرهٔ آموزش و رفاه کارگران شرکت نفت در آبادان، دارندهٔ نشان سلطنتی بریتانیا برای خدمت به آزادی، بنیان‌گذار و مدیر درمانگاه مدرن و مدرسهٔ نمونه در دشت گرگان)؛[۳۵]
26. محمدباقر هوشیار؛ یکی از بنیان‌گذاران تعلیم و تربیت و «روان‌شناسی مدرن» در ایران،[۸۶] استاد دانشکدهٔ ادبیات دانشگاه تهران و نیز یکی از نخستین مترجمان آثار نیچه و اشپنگلر از زبان آلمانی؛[۳۵] و نیز پدیدآورندهٔ روش آموزش الفبای بدون نقطه برای بی‌سوادان.
27. فریدون وهمن؛ استاد ایران‌شناسی در دانشگاه کپنهاگ، نویسنده و مترجم آثاری دربارهٔ دین‌ها و زبان‌های ایرانی، نویسندهٔ فرهنگ دانمارکی-فارسی و فارسی-دانمارکی)؛[۳۵]
28. لیلی آهی (همسر ایرج ایمن)؛ یکی از بنیان‌گذاران و دبیران هیئت مدیرهٔ شورای کتاب کودک (از ۱۳۴۱ تا ۱۳۵۹ خورشیدی)، عضو گروه بررسی کتاب‌های درسی دورهٔ ابتدایی، پایه‌گذار بخش انتشار کتاب‌های کودکان به زبان فارسی، دبیر فنی و مشاور فنی اداره کل مطالعات و برنامه‌های وزارت فرهنگ، آموزگار ادبیات کودک به مربیان کودکستان؛[۳۵][۹۱]
29. مهری آهی (خواهر لیلا آهی)؛ استاد دانشکده ادبیات دانشگاه تهران، رئیس گروه زبان و ادبیات روسی، رئیس مرکز زبان‌های خارجی دانشگاه تهران (۱۳۴۴)، نایب رئیس و از پایه‌گذاران جمعیت راه نو (۱۳۳۴)، یکی از اعضای مؤسس و دبیر اول کمیسیون بین‌المللی شورای عالی جمعیت‌های زنان ایران، بنیان‌گذار انجمن کتاب و رئیس کتابخانهٔ آن در ۱۳۳۶، عضو هیئت مشاوران راهنمای کتاب و گروه بررسان کتاب‌های برگزیده سال، نماینده اعزامی ایران در کنفرانس حقوق زن (تشکیل‌شده از سوی سازمان ملل متحد در ۱۳۳۶)، عضو هیئت نمایندگی ایران در کمیسیون مقام زن سازمان ملل در ۱۳۴۱ و نیز رئیس همین کمیسیون در سال ۱۳۴۳؛[۹۱]
30. عباس امانت؛ یکی از اعضای شورای سردبیری دانشنامهٔ ایرانیکا و نیز استاد تاریخ دانشگاه.[۲۵۵]
31. نصرت پزشکیان؛ متخصص مغز و اعصاب؛
32. سلیمان برجیس؛ طبیبی که به دست فدائیان اسلام، در خانه‌ای در شهر کاشان با هشتاد[۲۵۶] و یک ضربه کارد، تکه‌تکه شد؛[۲۵۷] با فشار فلسفی، بروجردی، محمد بهبهانی و کاشانی بر محمد رضا شاه مسببان قتل تبرئه و آزاد شدند.[۲۵۸][۲۵۹]
33. عرفان ثابتی؛ نویسنده، مترجم، پژوهشگر جامعه‌شناسی، جامعه‌شناسی دین و فلسفه؛
34. حسن موقر بالیوزی؛ (۱۹۰۸–۱۹۸۰م) یک ایادی امرالله ایرانی است که مدت زیادی از عمر خود را در بریتانیا گذراند. پدرش فرماندار بندرهای خلیج فارس بود و بعدها به عنوان وزیر کشور خدمت کرد.[۲۶۰] با وجود نسبت به خاندان «سید باب» از سمت هردو والدین، بالیوزی جوان مسلمان بود تا در سال ۱۹۲۵م پس از دیداری با شوقی افندی از پیروان فداکار آئین بهائی شد. در سال ۱۹۳۲م برای تحصیل در دوره فوق لیسانس در رشتهٔ تاریخ سیاسی به بریتانیا رفته وارد دانشکدهٔ اقتصاد لندن شد. با آغاز جنگ جهانی دوم دفاعیه درجهٔ دکترای خود را نیمه تمام گذارد.[۲۶۱] با ورود بالیوزی به بریتانیا و فعالیت‌هایش در جامعهٔ بهائیان سبب شد تا در سال ۱۹۳۳م در سن ۲۴ سالگی با آراء بهائیان آن کشور به عضویت شورای مدیریت جامعه بهائی در بریتانیا انتخاب شود. او تا ۱۹۶۰م در این هیئت فعالیت داشت تا اینکه به واسطهٔ بیماری جسمی از عضویت در این هیئت استعفا داد و به تحقیق و نگارش پرداخت. در اکتبر ۱۹۵۷م شوقی افندی او را یکی از ایادیان امرالله منصوب کرد. بالیوزی در کنفرانس‌های ایادیان نقش مترجم را ایفا نمود.[۲۶۲] با پیشرفت بیماریش دیگر قادر به سفر برای دیدار جوامع بهائی نبود. از این جهت به تحقیق‌های علمی پرداخت.[۲۶۳] بالیوزی، نخستین گویندهٔ رادیو بی‌بی‌سی فارسی؛[۳۵][۲۶۳] به مدت ۱۸ سال به عنوان یک کارمند عالی‌رتبه بخش فارسی رادیو بی‌بی‌سی با بسیاری از ادبا و نویسندگان ایرانی آشنا شد و روابط گرم و صمیمانه برقرار کرد. در سال ۱۹۵۸م از شغل خود در بی‌بی‌سی فارسی استعفا داد، اما تا چند سال برنامه‌های خاصی را در رادیو اجرا می‌کرد. حسن بالیوزی در شهر شیراز متولد شد. پدرش، موقرالدوله، حاکم بوشهر و جزایر و بندرهای خلیج فارس بود و از این رو خانواده اش ساکن بوشهر شدند. بالیوزی به زبان‌های فارسی، عربی، و انگلیسی تسلط کامل داشت. دارای لیسانس شیمی از دانشگاه بیروت، و مدرک فوق لیسانس و پیش-دکترای «تاریخ سیاسی» در ۱۹۳۵م درلندن بود.[۲۶۴] او به دعوت دانشگاه پهلوی شیراز سخنرانی پر محتوایی در زمینه غنا و قدمت زبان شیرین فارسی، ادبیات فارسی و انگلیسی، و مقایسه اشعار و نوشته‌های شکسپیر با آثار سعدی ارائه داد.[۲۶۵] از سال ۱۹۶۳م تمام وقت خود را صرف تحقیق‌های علمی و نوشتن کتاب‌های گوناگون نمود. آثار قلمی او به زبان انگلیسی: در سال‌های (۱۹۷۱م) «عبدالبهاء»؛ (۱۹۷۳م) «باب»؛ (۱۹۸۰م) «بهاءالله شمس حقیقت»؛ (۱۹۷۰) «ادوارد براون و دیانت بهائی»؛ (۱۹۷۶) مطالعه ای در اسلام- «محمد و شریعت اسلام» را به نشر درآورد. آثار دیگری هم از جمله «نابرادری»، «تندباد حوادث»، «داستان سه خواهر»، و «لغات وارده از زبان فارسی به زبان انگلیسی» را به فارسی در زمان حیاتش تدوین و منتشر کرد که همه حاصل این دوره زندگانی اوست. دو کتاب (۱۹۸۱م) «خدیجه بگم»؛ و (۱۹۸۵م) «بهائیان برجستهٔ زمان بهاءالله» که نتیجهٔ پژوهش‌هایش بودند پس از درگذشت او منتشر شدند.[۲۶۲] بالیوزی دارای کتابخانه بزرگ و منحصر به فردی بود که آن را به نام «کتابخانهٔ افنان» وقف علم و تحقیق کرده است.[۲۶۶]
35. موژان مؤمن؛ پزشک، نویسنده و پژوهشگر؛
36. روی پرویز متحده؛ استاد دانشگاه و نیز نویسنده.

### پیشگامان، بنیان‌گذاران و کارآفرینان
1. نصرالله باقراف؛ بنیان‌گذار «گراند هتل»، نخستین هتل مدرن ایران و همچنین پایه‌گذار «گراند سینما»؛[۳۵]
2. حسین خان ضیاءالحکما؛ پایه‌گذار نخستین حمام دوش ایران (در آباده در فارس)؛[۳۵]
3. حبیب‌الله زانیج‌خواه؛ یکی از پیشگامان صنعت چاپ و گراورسازی و نیز معروف به «پدر گراورسازی رنگی» ایران؛[۳۵]
4. عباس نعمت؛ یکی دیگر از پیشگامان صنعت چاپ و گراورسازی، پایه‌گذار و همچنین، صاحب امتیاز اولیهٔ روزنامهٔ «تهران مصور»؛[۳۵]
5. جواد رأفت؛ یکی از پیشگامان صنعت چای؛[۳۵]
6. علی حداد همایونی؛ یکی از پیشاهنگان صنایع سنگین فلزی در ایران؛[۳۵]
7. فرهنگ مودت؛ یکی از سرآمدان صنعت قندسازی در ایران؛[۳۵]
8. جمال‌الدین خانجانی؛ یکی از پایه‌گذار نخستین کارخانهٔ تمام‌خودکار آجرسازی در ایران و نیز جزو زندانیان عقیدتی؛[۳۵][۲۶۷]
9. خلیل ارجمند و برادران؛ پایه‌گذاران صنایع ارج (نخستین و بزرگ‌ترین تولیدکنندهٔ لوازم خانگی در ایران)؛[۳۵][۲۶۸]
10. عطاالله بخشایش؛ یکی از بنیان‌گذاران بیمارستان صحت و نیز مدرسهٔ تربیت تهران؛[۳۵]
11. حبیب‌الله ثابت (ثابت‌پاسال)؛ بازرگان، صنعت‌گر، پایه‌گذار نخستین کارخانهٔ نجاری ماشینی و (نیز) مبل در ایران، بنیان‌گذار نخستین شبکهٔ تلویزیونی در ایران، پایه‌گذار برخی از کارخانه‌های گوناگون ایران (از جمله: پپسی کولا و جنرال تایر)؛[۳۵][۲۶۹][۲۷۰] حبیب ثابت نمونهٔ یک کارفرمای موفق است که به اندازه یک دولت، صنایع و کارخانه در کشور ایجاد کرد.[۲۷۱] با استناد به خاطرات فرزندانش، ایرج و هرمز، شرکت‌های تجاری، مالی و صنعتی که توسط حبیب ثابت پایه‌گذاری شده عبارت بودند از: شرکت فیروز، شرکت ایران فولکس، تلویزیون ایران، رادیو و تلویزیون ایران، شرکت سیکاب، شرکت ایران گاز، شرکت ایران سیلندر، شرکت ترانس پیک، شرکت جانسون و جانسون، شرکت زمزم (پپسی کولا)، شرکت مینا، شرکت چوب پنبه، شرکت اتو نور، شرکت جنرال تایر، شرکت لوازم پزشکی فیلیپس، داروسازی اسکویب، شرکت روغن اِسو، وغیره از خدمات حبیب ثابت برای آسایش زندگی هموطنانش در ایران بوده است. با وقوع انقلاب برگشتن او به ایران برای همیشه منتفی شد. حبیب ثابت به فرزندانش می‌گفت: «نگران و ناراحت نباشید، زیرا آنچه ما در ایران به وجود آوردیم برای خدمت به ملت و مصرف مردم ایران بود، صرف نظر از این که چه دولتی در ایران حاکم است.» او در سن ۸۶ سالگی در شهر لس آنجلس آمریکا درگذشت.[۲۷۲]
12. مهدی میثاقیه؛ تهیه‌کنندهٔ سینما، پایه‌گذار استودیو میثاقیه، مالک سینماهای کاپری و فرهنگ، عضو هیئت مدیرهٔ اتحادیهٔ صنایع فیلم ایران، یکی از بنیان‌گذاران بیمارستان میثاقیه (که پس از انقلاب، نامش به مصطفی خمینی، تغییر یافت)؛[۳۵]
13. احمدعلی ابتهاج (عموی هوشنگ ابتهاج)؛ سرمایه‌دار و صنعتگر؛

- و نیز پایه‌گذارانی همچون: میرزا عبدالله فراهانی (بنیان‌گذار موسیقی دستگاهی)، بیژن خادم میثاق (بنیان‌گذار جشنوارهٔ بین‌المللی موسیقی مجلسی الگرو ویوو در اتریش) و هوشنگ سیحون («پدر معماری نوین ایران»)، خسرو مهندسی (از بنیان‌گذاران سازمان سنجش آموزش کشور و کنکور سراسری)، احسان یارشاطر (بنیان‌گذار دانش‌نامهٔ «ایرانیکا»)، حشمت علایی (بنیان‌گذار نخستین دانشکدهٔ خصوصی مدیریت در ایران یعنی مدرسهٔ عالی مدیریت لاهیجان)، جمال‌الدین مستقیمی («پدر آناتومی» در ایران، ثبت‌کننده هشت کشف در حوزهٔ آناتومی در مجامع جهانی به نام ایران، بنیان‌گذار سالن تشریح دانشکده‌های علوم پزشکی ایران، مشهد، اهواز، ارومیه، بابل و مرکز پزشکی شفا یحیاییان تهران، پزشک نمونهٔ کشور در سال ۱۳۷۹)، لیلی آهی (یکی از بنیان‌گذاران شورای کتاب کودک)، مهری آهی (یکی از پایه‌گذاران کمیسیون بین‌المللی شورای عالی جمعیت‌های زنان ایران و نیز جمعیت راه نو، بنیان‌گذار انجمن کتاب)، محمدباقر هوشیار (از بنیان‌گذاران تعلیم و تربیت و «روان‌شناسی مدرن» در ایران و یکی از نخستین مترجمان آثار نیچه و اشپنگلر از زبان آلمانی و نیز پدیدآورندهٔ روش آموزش الفبای بدون نقطه برای بی‌سوادان)، قدسیه اشرف (نخستین فارغ‌التحصیل زن ایرانی در آمریکا و نیز بنیان‌گذار درمانگاه مدرن و مدرسهٔ نمونه در دشت گرگان)، حسن فؤادی بشرویی (یکی از بنیان‌گذاران «زبان‌شناسی نوین ایران»)، نعمت‌الله ذکایی بیضایی (پایه‌گذار انجمن ادبی تهران)، طلعت بصّاری (نخستین زن معاون دانشگاه در ایران)،[۳۵] ضیا آتابای (روشن؛ پایه‌گذار تلویزیون ملی ایران (آمریکا)) و ابوالحسن ابتهاج (پایه‌گذار «برنامه‌ریزی توسعه») که نام‌هایشان در بخش‌های دیگر همین مقاله، یادآوری شده است.

### ورزشکاران و قهرمانان
1. شهرزاد نظیفی؛[۲۷۳] وی مانند همسرش مهرشاد نراقی، دخترش نورا نراقی و پسرش مرآت نراقی، جزو قهرمانان موتورسواری (موتورکراس) ایران است که بعدها توسط نظام جمهوری اسلامی ایران، حضورشان در فعالیت‌های ورزشی، ممنوع شد.[۲۷۴]
2. مهرشاد نراقی (همسر شهرزاد نظیفی)؛ قهرمان موتورسواری؛[۲۷۴]
3. نورا نراقی (دختر مهرشاد نراقی)؛ قهرمان موتورسواری؛[۲۷۴]
4. مرآت نراقی (پسر مهرشاد نراقی)؛ قهرمان موتورسواری؛[۲۷۴]
5. حمزه رازیانی؛ جودوکار، قهرمان جوجیتسو در ایران، رئیس پیشین انجمن جوجیتسوی غرب کشور، دارندهٔ ۶ مدال طلا در سه رشته رزمی.
6. سینا سلوک ساران؛ عضو تیم ملی دوچرخه‌سواران کوهستان، به دلیل بهائی بودن از تیم ملی و اعزام به مسابقات بین‌المللی، محروم شد.[۲۷۵]
7. رامک صافی؛ بازیکن فوتبال.

### کنشگران اجتماعی و نیز حقوق بشر
1. ژینوس سبحانی؛ یکی از کنشگران کانون مدافعان حقوق بشر و نیز کانون مشارکت برای پاکسازی مین. وی در تاریخ ۲۵ دی ۱۳۸۷، به همراه همسرش یعنی آرتین غضنفری، توسط حکومت جمهوری اسلامی بازداشت و زندانی شد.[۲۷۶][۲۷۷]
2. نوید خانجانی؛ فعال حقوق بشر، عضو شورای مرکزی کمیته گزارشگران حقوق بشر، زندانی سیاسی و نیز یکی از پایه‌گذاران «کمیته حق تحصیل» در مجموعه فعالان حقوق بشر در ایران و همچنین [http://www.edu-right.net/ «جمعیت مبارزه با تبعیض تحصیلی».[۲۷۸]

### سیاست و نظامی‌گری
1. مهدی‌خان غفاری کاشانی (ملقب به «وزیر همایون»)؛ تنها وزیر دورهٔ قاجاریه؛[۲۷۹] شیخ ابراهیم زنجانی در خاطراتش او را فردی «فوق‌العاده باعقل و باهوش و تدبیر و نطاق … بسیار عاقل و دانا و خوش‌صحبت و خوش‌اخلاق» وصف کرده که «با حسن تدبیر تمام گردنگشان اطراف و ملوک الطوایف را مطیع ساخت … ولایت را امن … نان را ارزان نمود».[۲۸۰]
2. علی‌محمد خادمی؛ سپهبد، رئیس ستاد نیروی هوایی ایران در دورهٔ پهلوی دوم، مدیر عامل و رئیس هیئت مدیرهٔ شرکت هواپیمایی ملی ایران، نخستین رئیس آسیاییِ انجمن بین‌المللیِ حمل و نقل هوایی (یاتا)[۳۵][۲۸۱] که سرانجام، به گونهٔ مشکوک (با خودکشی یا ترور) درگذشت.[۲۸۲]
3. اسدالله صنیعی؛ سپهبد؛ وزیر دفاع در دورهٔ پهلوی؛[۴۱]
4. عبدالکریم ایادی؛ سپهبد و نیز یکی از پزشکان مورد اعتماد محمدرضا پهلوی؛[۲۸۳]
5. (سپهبد) حسین رستگار نامدار (۱۲۹۵–۱۳۶۰خورشیدی)[۲۵] در روستای «نَویزک»، از توابع شهرستان طالقان به دنیا آمد. حسین رستگار با علاقه و تلاش و ممتاز بودن در مدرسهٔ قورخانه نظر اولیای امور ارتش را جلب کرد و انتقال او به دبیرستان نظام تهران تصویب شد. پس از پایان دوره دانشکده با رتبه عالی با درجه ستوان دوم وارد ارتش شد. او فردی بسیار منظم بود. ادب و پایبندی او به اصول اخلاقی در زندگی شخصی و جامعه، هوش سرشار، پشتکار فراوان، صداقت و امانت او موجب شده بود تا در پست‌هایی بالاتر از درجه خود به خدمت گمارده شود. رفتار محبت‌آمیز و بدون نخوت و غرور با زیردستانش، او را مورد علاقه همکارانش کرده بود. سپهبد رستگار در سال ۱۳۴۸ به درجه تیمساری در ارتش نائل شد. او از سال ۱۳۵۴ تا ۱۳۵۷ با درجه سپهبدی انجام وظیفه کرد. یکی از اقدامات مهم او کامپیوتری کردن سیستم ارتش ایران بود. او در کنار خدمت در ارتش، با تحصیل در رشته مدیریت و حقوق در دانشگاه مدرک لیسانس گرفت. سپس به عنوان استاد در دانشگاه جنگ تدریس می‌کرد. او مقالاتی هم برای استفاده دانشجویان در ماه‌نامه قضایی می‌نوشت؛ از جمله می‌توان به این عناوین اشاره کرد: «وقتی‌که بازپرس بودم»، «صلاحیت دادگاه‌ها: صلاحیت ذاتی- صلاحیت محلی و صلاحیت نسبی- صلاحیت اضافی»، «خصائص دادرسی نظامی جهات تشابه و تفاوت دادرسی نظامی با دادرسی در دادگاه‌های عمومی» و «مراحل تدوین و تکمیل قانون دادرسی و کیفر ارتش از سال ۱۳۰۱ شمسی». حسین رستگار نامدار در پی انقلاب اسلامی، همراه با افسران عالی‌رتبه بهایی با بازنشستگی اجباری روبرو شد. در خرداد ۱۳۵۹، حقوق بازنشستگی او و ۱۳۰ کارمند بهایی ارتش قطع شد. پنج شهریور ۱۳۵۹، مأموران مسلح پس از بازرسی منزلش، او را بازداشت کردند، و پس از ۴۲ روز، از زندان شهربانی مرکز به زندان اوین منتقل شد. او ۱۱ ماه از سوی بازجویان تحت فشارهای روحی و جسمی قرار گرفت تا از اعتقادات دینی خود برگردد و مسلمان شود. غروب ۱۴ مرداد ۱۳۶۰، هنگام تماشای بخش اخبار تلویزیون در اوین خبر اعدام خود را شنید. سکوت همهٔ بند را فرا گرفت، تا سرانجام رستگار نامدار سکوت را شکست و گفت: «خدا را شکر، من تا به حال نه رستگار بودم و نه نامدار ولی اکنون هم رستگار شدم و هم نامدار.» تیمسار حسین رستگار نامدار (۶۵) همان شب در اوین اعدام شد. هیچ اطلاعی از برگزاری دادگاه او وجود ندارد. حسین رستگار نامدار از داشتن حق وکیل محروم بوده است. او در وصیت‌نامه خود نوشته بود: «در این لحظه خدا را شاهد می‌گیرم و همه نزدیکان خانوادگی و همکاران سابق اداری گواه هستند که در طول خدمت با صداقت و درست‌کاری و شیوه مردمی خدمت کرده‌ام.»[۲۸۴]
6. (تیمسار) عطاءالله مقربی (از خویشاوندان زین‌العابدین نجف‌آبادی، معروف به «زین‌المقربین»)؛ نظامی‌ای که سرانجام کشته شد.[۲۵]
7. غلامحسین ابتهاج (عموی دیگر هوشنگ ابتهاج)؛ سیاستمدار، یکی از شهرداران تهران در دورهٔ پهلوی، نماینده لاهیجان و لنگرود در دوره ۱۶ و نماینده بندر انزلی در دوره ۱۹ مجلس شورای ملی و نیز نماینده همین شهر در مجلس مؤسسان دوم (۱۳۲۸ ه‍.ش)؛
8. ابوالحسن ابتهاج (یکی از عموهای دیگر هوشنگ ابتهاج)؛ پایه‌گذار «برنامه‌ریزی توسعه» در ایران، مدیر عامل (رئیس) سازمان برنامه و نیز یکی از مدیران عامل پیشین بانک ملی ایران.[۲۸۵][۲۸۶]

### دین و عرفان

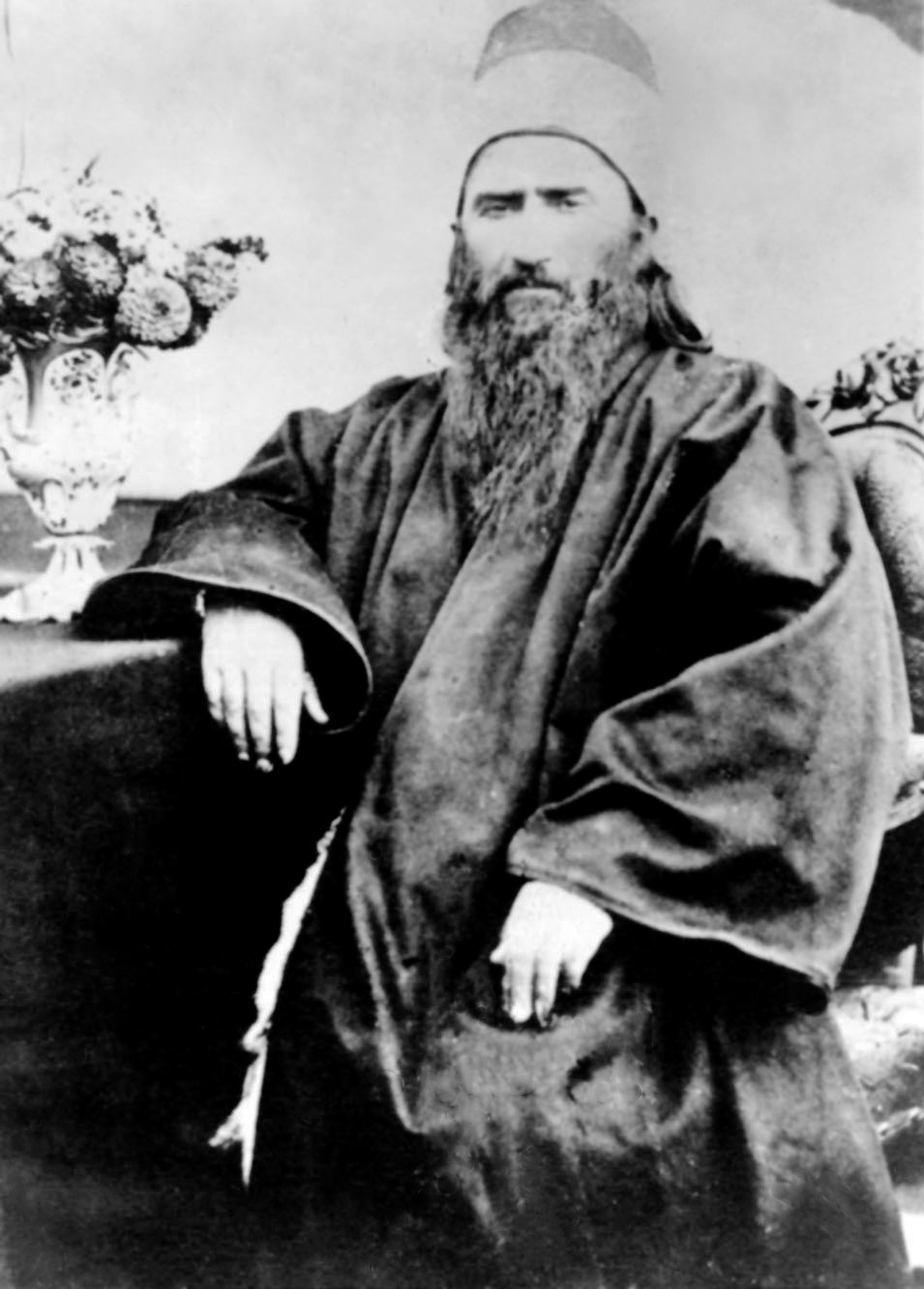
میرزا حسین‌علی نوری مازندرانی، معروف به بهاءالله

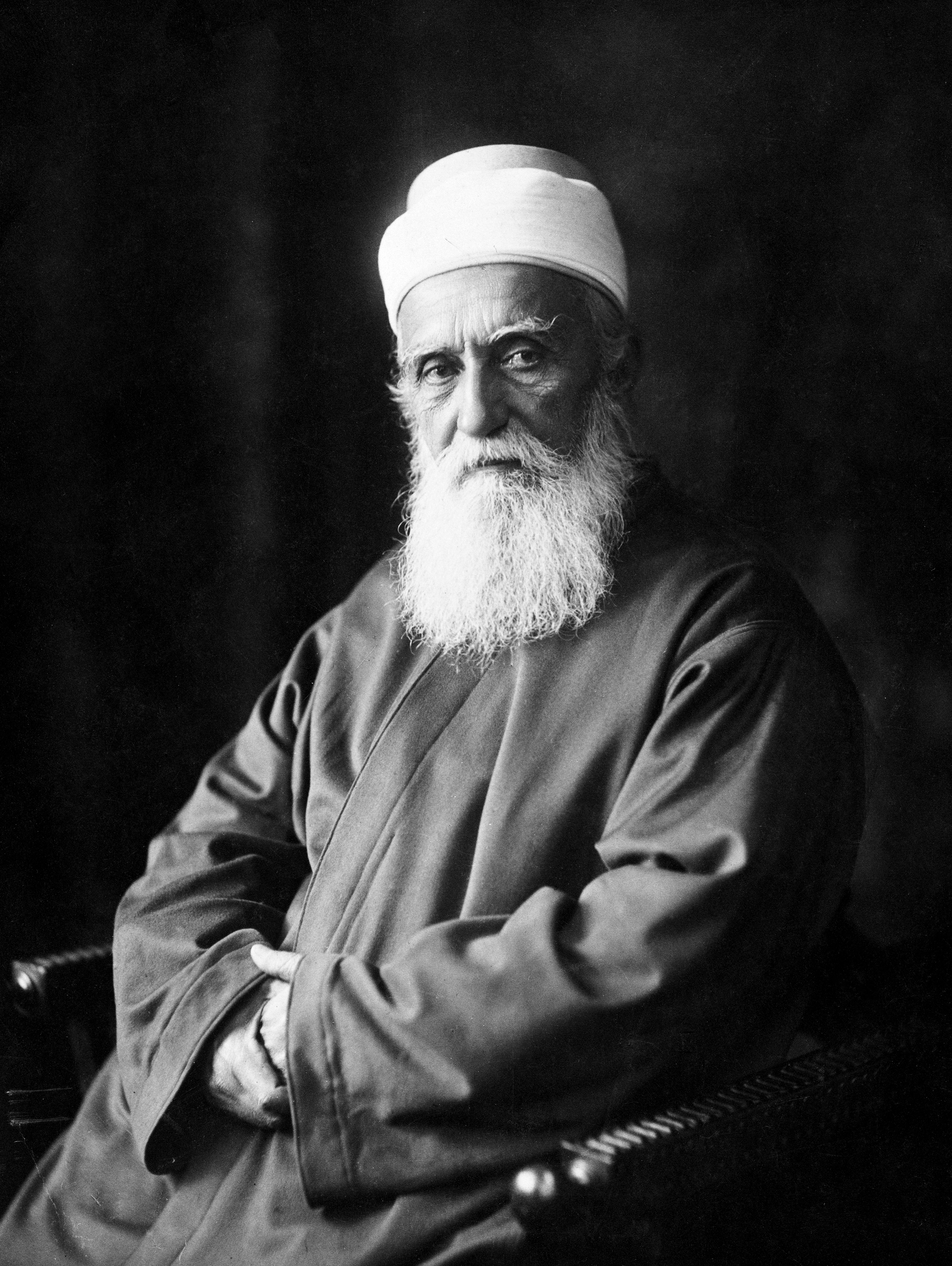
عباس افندی، معروف به عبدالبهاء، دومین پیشوای بهائیت

1. حسین علی نوری (مازندرانی، بهاءالله)؛ پایه‌گذار کیش بهائیت؛
2. عباس افندی عبدالبهاء؛ دومین پیشوای دین بهائیت؛
3. میرزا مهدی (پسر بهاءالله) و آسیه‌خانم؛
4. آسیه‌خانم (یکی از همسران بهاءالله)؛
5. فاطمه سلطان نوری (بهیه‌خانم؛ تنها دختر بهاءالله و آسیه‌خانم و نیز خواهر عبدالبهاء)؛
6. علی‌اکبر فروتن؛ آموزگار، سخنران، نویسنده، دانش‌آموختهٔ رشتهٔ روان‌شناسی و یکی از ایادی امرالله؛
7. میرزا ولی‌الله خان ورقا (نوهٔ ملا مهدی یزدی، پسر میرزا علی‌محمد ورقا یزدی، برادر روح‌الله ورقا و نیز پدر علی‌محمد ورقا (ایادی امرالله))؛

#### حواریون بهاءالله
1. میرزا آقا بزرگ نیشابوری (بدیع نیشابوری)؛[۲۸۷] یکی از پیروان سرشناس باب و بهاء که در ۱۷ سالگی، شکنجه و اعدام شد.

## برخی از مجتهدان و مبلّغان اسلام‌گرای بهائی‌شده

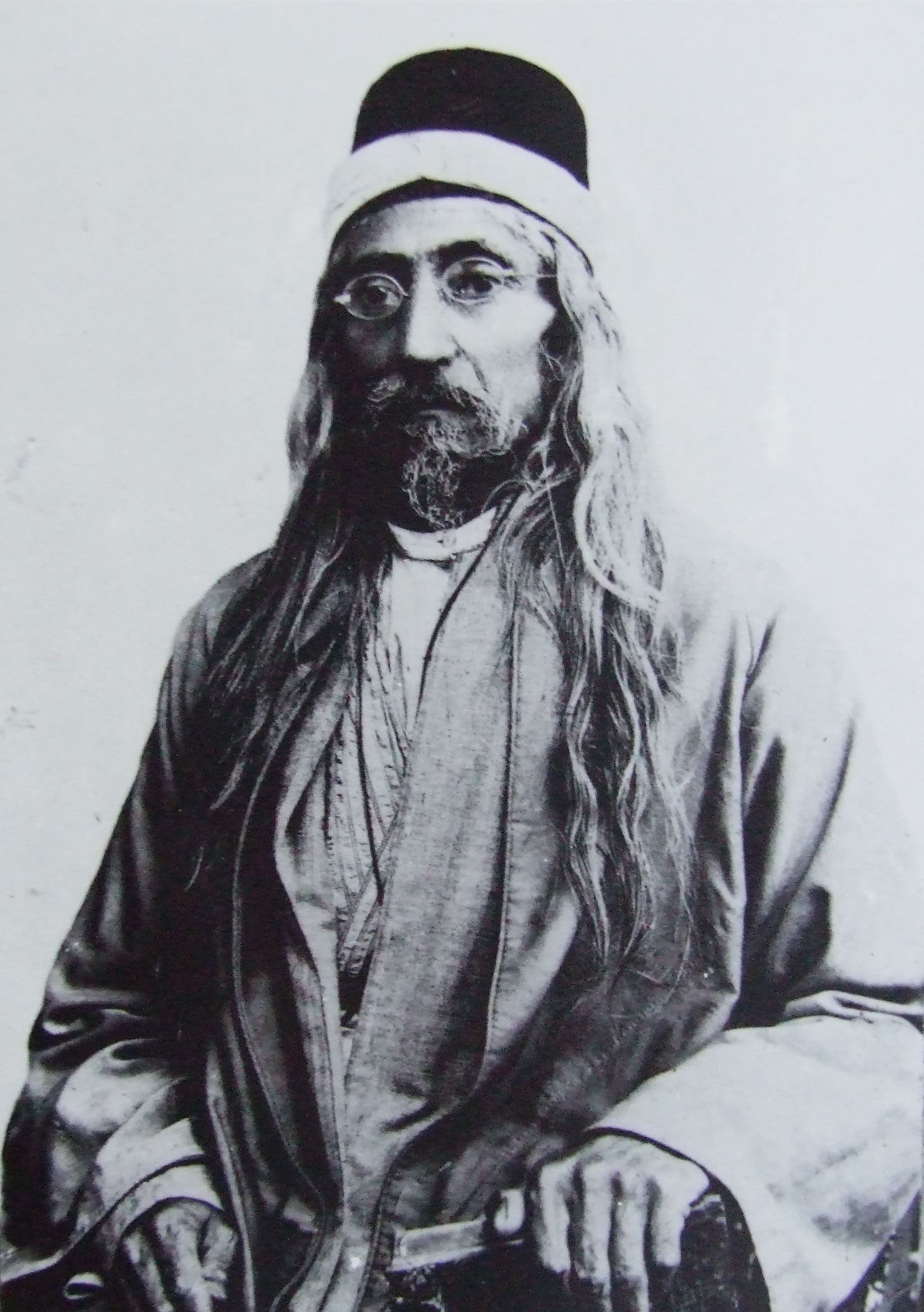
میرزا محمدحسین مشکین‌قلم اصفهانی

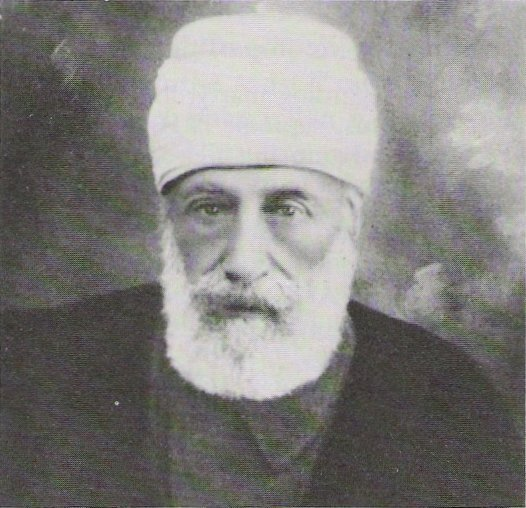
میرزا علی‌محمد خراسانی

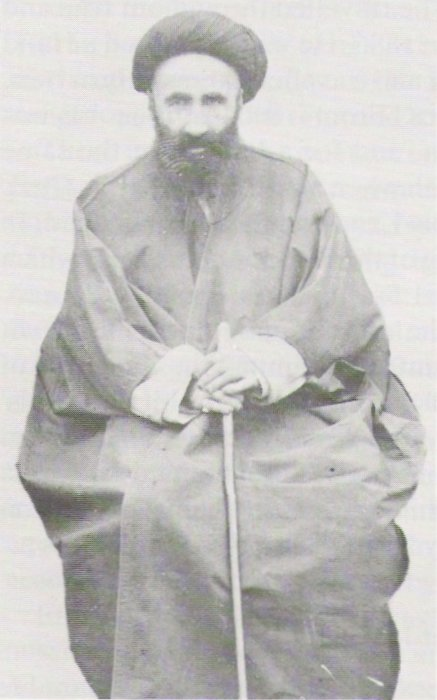
میرزا محمدتقی وکیل‌الدوله

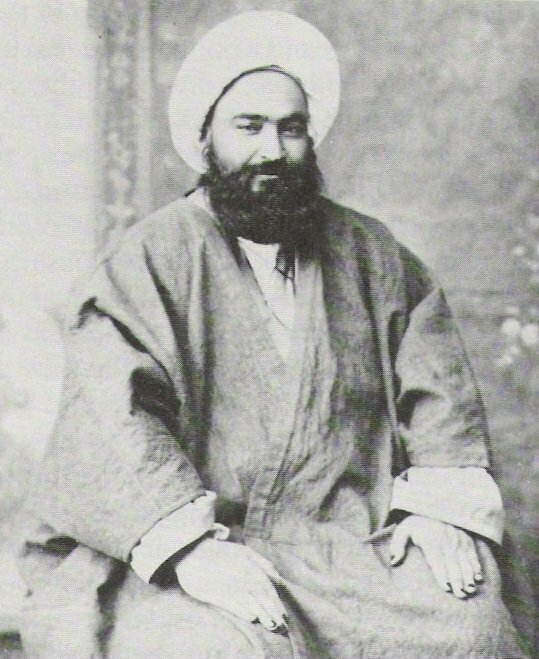
میرزا محمود فروغی (فاضل فروغی)

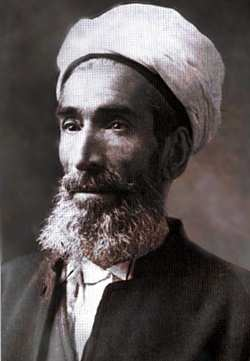
میرزا ابوالفضل گلپایگانی

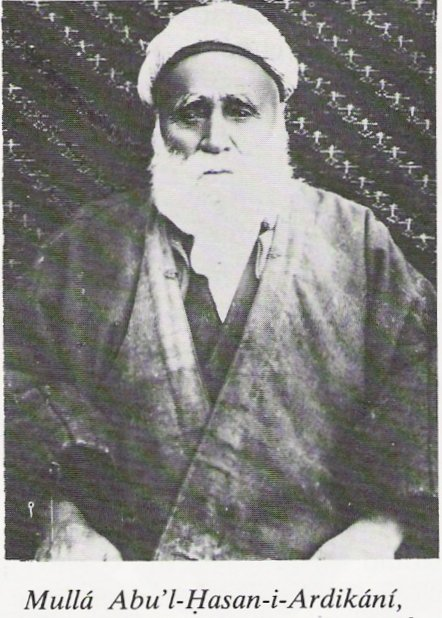
میرزا ابوالحسن اردکانی

میرزا علی‌محمد ورقا یزدی و فرزندش روح‌الله ورقا یزدی، در غل و زنجیر که سرانجام، به دلیل روی‌گردانی از دین اسلام، در سال ۱۸۹۶ میلادی سلاخی شدند.

1. میرزا حسن ادیب (ادیب‌العلمای طالقانی)؛ شاعر[۱۰۵] و جزو ۱۹ حواری حسین‌علی نوری (حواریون بهاءالله)؛[۶۴][۱۰۶][۱۰۷] وی نقشی کلیدی در تألیف «نامهٔ دانشوران ناصری»، اولین دانشنامهٔ مدرن فارسی، ایفا نمود.[۲۸۸][۲۸۹][۲۸۹]
2. احمد همدانی (صدرالعلمای همدانی)؛[۶۴]
3. میرزا محمدحسین مشکین‌قلم اصفهانی («میر عماد» ثانی)؛ خوش‌نویس، ادیب، نقاش، شاعر،[۶۲] عارف، و جزو ۱۹ حواری حسین‌علی نوری (حواریون بهاءالله)؛[۶۳][۶۴][۶۴][۶۵][۶۶]
4. ابوالحسن میرزا («حیرت») تهرانی («شیخ‌الرئیس قاجار»؛ فرزند محمد تقی میرزا «حسام‌السلطنه»)؛ شاعر[۲۹۰] و نویسنده؛[۶۴]
5. محمدعلی قائنی؛ جزو ۱۹ حواری حسین‌علی نوری (حواریون بهاءالله)؛[۲۹۱]
6. محمّد «فاضل» قائنی «نبیل اکبر» نویسنده،[۲۹۲] شاعر،[۲۹۳] حکیم (یکی از شاگردان ملا هادی سبزواری)، مجتهد (دارای گواهی‌نامهٔ اجتهاد از مرتضی انصاری)، یکی از مبلغان پیشین دین اسلام و جزو ۱۹ حواری حسین‌علی نوری (حواریون بهاءالله)؛[۶۴][۱۳۸][۲۹۴][۲۹۵]
7. ملا محمد زرندی (نبیل زرندی، «نبیل اعظم»؛ پدر میرزا منیر قزوینی[۲۹۶])؛ تاریخ‌نگار، شاعر،[۲۹۷] و از حواریون حسین‌علی نوری (حواریون بهاءالله)؛[۱۴۲][۱۴۳][۱۴۴][۲۹۸]
8. کاظم قزوینی «سمندر»؛ جزو ۱۹ حواری حسین‌علی نوری (حواریون بهاءالله)؛[۲۹۹]
9. میرزا موسی نوری («آقای کلیم»؛ برادر بهاء)؛ و جزو ۱۹ حواری حسین‌علی نوری (حواریون بهاءالله)؛[۳۰۰]
10. محمدهاشم فاضل قصرالدشتی شیرازی (متخلص به «مستقیم» و معروف به «شیخ آقا»؛ همسر بهیه نیریزی)؛ شاعر،[۳۰۱] آشنا با علوم غریبه، مدرس دانش حساب و نجوم.[۳۰۲]
11. ملا علی بجستانی (پدربزرگ میرزا محمدتقی مشرقی «ناظم خراسانی»؛[۳۰۳] که بعدها جزو مبلغان کیش بهائیت شد.
12. میرزا محمد دوغ‌آبادی خراسانی (پدربزرگ میرزا عبدالمجید فروغی خراسانی «صدیق‌العلما»، پدر میرزا محمود فاضل فروغی و نیز پدر همسر ملا علی دوغ‌آبادی خراسانی)؛[۳۰۴]
13. میرزا محمود فاضل فروغی (خراسانی؛ دایی میرزا عبدالمجید فروغی خراسانی «صدیق‌العلما»، فرزند میرزا محمد دوغ‌آبادی خراسانی و نیز برادر همسر ملا علی دوغ‌آبادی خراسانی)؛ که جزو مبلغان بهائیت و یکی از ۱۹ حواری حسین‌علی نوری (حواریون بهاءالله) شد.[۳۰۵][۳۰۶]
14. میرزا عبدالمجید فروغی (خراسانی، «صدیق العلما»، فرزند ملا علی دوغ‌آبادی خراسانی، نوهٔ دختری ملا میرزا محمد دوغ‌آبادی خراسانی و خواهرزاده و داماد میرزا محمود فاضل فروغی)؛ شاعر و نیز یکی از مبلغان پیشین دین اسلام[۳۰۷] که بعدها جزو مبلغان بهائیت شد و به همین دلیل، به دست طلبه‌ای، با تپانچه ترور شد؛ ولی کشته نشد؛ هر چند در سوءقصد دوم برخی از اسلام‌گرایان به وی به شدت شکنجه و زخمی شد و در حالی که هنوز زنده بود، او را با کشاندن روی زمین، در زمینی متروک، دفنش کردند.[۳۰۸]
15. محمدابراهیم فاضل شیرازی[۶۴] (حکیم شیرازی)؛ شاعر، حکیم و عارف و نیز یکی از مبلغان پیشین کیش اسلام؛[۳۰۹]
16. عبدالله («فاضل») زرقانی شیرازی «بکا»، متخلص به «واعظ»؛ شاعر،[۳۱۰] حکیم، خوش‌نویس و نیز یکی از مبلغان پیشین دین اسلام؛[۳۱۱]
17. اسدالله فاضل مازندرانی؛[۶۴][۳۱۲]
18. میرزا ابوالفضل گلپایگانی («ابوالفضائل»)؛ یکی از مبلغان پیشین دین اسلام و جزو ۱۹ حواری حسین‌علی نوری (حواریون بهاءالله)؛[۶۴][۳۱۳][۳۱۴]
19. صادق مقدس خراسانی («اسم‌الله الاَصدق»؛ پدر علی‌محمد خراسانی)؛[۳۱۵] یکی از مبلغان پیشین دین اسلام؛[۶۴][۳۱۶] که سرانجام، مانند فرزندش کشته شد.
20. میرزا علی‌محمد خراسانی («ابن اصدق»، «شهید بن شهید»؛ فرزند صادق مقدس خراسانی)؛ نویسنده، یکی از مبلغان پیشین دین اسلام و جزو ۱۹ حواری حسین‌علی نوری (حواریون بهاءالله)[۳۱۷][۳۱۸][۳۱۹] که سرانجام، خود نیز مانند پدرش به دلیل بهائی‌بودن کشته شد.
21. محمدتقی افنان یزدی («وکیل‌الدوله»؛ پسردایی سید علی‌محمد باب)؛ یکی از مبلغان پیشین کیش اسلام و نیز جزو ۱۹ حواری بهاءالله (حواریون بهاءالله)؛[۳۲۰]
22. میرزا اشرف عندلیب لاهیجانی (پدربزرگ بهرام افنان)؛ شاعر و مبلغی که نوهٔ وی پس از مدتی زندانی و شکنجه شدن، به دلیل روی‌گردان نشدن از دین بهائیت و باورمند نشدن به اسلام، توسط حکومت جمهوری اسلامی اعدام شد.[۲۵]
23. محمدطاهر («اشراق») قندهاری یزدی؛ شاعر و صوفی[۱۱۸]
24. احمد واعظ («خاوری») کاشانی («لسان‌الاسلام»، «فخر الواعظین»)؛ شاعر و نیز یکی از مبلغان پیشین دین اسلام؛[۱۰۹]
25. اسماعیل سدهی اصفهانی («سینا»؛ برادر محمود «نیّر» سدهی اصفهانی و شیرین‌جهان بیگم «فانیه» سدهی اصفهانی)؛ شاعر و نیز یکی از مبلغان پیشین آیین اسلام؛[۹۵]
26. محمود سدهی اصفهانی («نیّر»؛ برادر اسماعیل سدهی اصفهانی «سینا» و شیرین‌جهان بیگم «فانیه» سدهی اصفهانی)؛ شاعر و نیز یکی از مبلغان پیشین آیین اسلام؛[۹۵][۹۶]
27. میرزا محمدحسن اصفهانی («ذبیح»)؛ جزو ۱۹ حواری حسین‌علی نوری (حواریون بهاءالله) که سرانجام، کشته شد.[۳۲۱]
28. میرزا عبدالکریم خان حکیم سیمای اصفهانی (پدربزرگ عصمت «طائر» تهرانی)؛ شاعر، حکیم[۱۰۱]
29. لطف‌علی فناییان سنگسری (پدر میرزا فرج‌الله فناییان «جنون سنگسری» و فرزند محمدرضا فناییان سنگسری)؛ شاعر که پس از مدتی بابی بودن، سرانجام، بهائی شد؛[۳۲۲]
30. محمدرضا فناییان سنگسری (پدر لطف‌علی فناییان سنگسری و پدربزرگ میرزا فرج‌الله فناییان «جنون سنگسری»)؛ شاعر که پس از مدتی بابی بودن، سرانجام بهائی شد؛[۳۲۳]
31. ملا علی‌اکبر شهمیرزادی («حاجی آخوند»)؛ یکی از مبلغان پیشین دین اسلام و جزو ۱۹ حواری حسین‌علی نوری (حواریون بهاءالله)؛[۳۲۴][۳۲۵]
32. نصرالله شهید شهمیرزادی؛[۶۴]
33. میرزا عطاءالله حکیم آباده‌ای («سراج‌الحکما»، متخلص به «عطا»؛ پدر بدیع‌الله آگاه آباده‌ای و محمد حسین آگاه «حکمت» آباده‌ای)؛ طبیب، شاعر و نیز یکی از مبلغان پیشین آیین اسلام؛[۳۲۶]
34. علی‌اکبر قوچانی؛[۶۴]
35. علی جان شهید ماه‌فروزکی (علّی اعلی)؛[۶۴]
36. زین‌العابدین نجف‌آبادی («زین‌المقربین»)؛ نویسنده، و جزو ۱۹ حواری حسین‌علی نوری (حواریون بهاءالله)؛[۶۴][۳۲۷][۳۲۸]
37. عباس علوی خراسانی؛ برای ردِّ آئین بهائی به همراه محمود حلبی (مؤسس انجمن ضدبهائی حجتیه) به مطالعهٔ آن پرداخت، بهائی شد و کتابی در دفاع از آئین بهائی نوشت؛[۶۴][۳۲۹]
38. میرزا علی اشرف («عندلیب») لاهیجانی؛ شاعر و نیز یکی از مبلغان پیشین کیش اسلام؛[۱۱۰]
39. علی فاضل یزدی («رونق»)؛ شاعر و نیز یکی از مبلغان پیشین کیش اسلام؛[۱۲۰]
40. عبدالحسین («سلسبیل») بروجردی؛ شاعر، آشنا با علوم غریبه و نیز یکی از مبلغان پیشین دین اسلام؛[۳۳۰]
41. مهدی عراقی گلپایگانی (فرزند ابوالقاسم، یکی از پیشین امامان جمعهٔ اصفهان)؛ شاعر و نیز یکی از مبلغان پیشین دین اسلام؛[۳۳۱]
42. محمد موحد؛ فرزند (شیخ) محمدعلی شیخ‌موحد، که کمی پس از انقلاب ۱۳۵۷، در خیابان، ربوده شد و برای همیشه ناپدید گشت.[۲۵][۳۶][۳۳۲]
43. مهدی («تاشی») صُغاوی؛ شاعر و نیز یکی از مبلغان پیشین آیین اسلام؛[۳۳۳]
44. میرزا محمدتقی ابهری («ابن ابهر»)؛ جزو ۱۹ حواری حسین‌علی نوری (حواریون بهاءالله)؛[۳۳۴][۳۳۵]
45. صادق بادکوبه‌ای؛ شاعر و مجتهدی[۳۳۶] که سرانجام، با گلوله و در حال نیایش، کشته شد.[۳۳۷]
46. عبدالحمید اشراق خاوری؛[۶۴][۱۵۱] پژوهشگر.
47. میرزا محمدتقی («فصیح‌الملک») شیرازی (متخلص به «شوریده»)؛ شاعر و نیز یکی از مبلغان پیشین کیش اسلام؛[۳۳۸]
48. جواد کربلایی (از تبار بحرالعلوم)؛[۶۴]
49. علی شیخ زمانف («شوقی گنجوی»)؛ شاعر و و نیز یکی از مبلغان پیشین کیش اسلام؛[۳۳۹]
50. کاظم («زارع») نصرآبادی؛ شاعر که یکی از فرزندان را به بهائی بودن، مسموم می‌کنند.[۳۴۰]
51. محمّد نعیم؛[۶۴]
52. میرزا احمد انصاری («تسکین» آباده‌ای؛ شاگرد حبیب‌الله مجتهد کاشانی)؛ شاعر نیز یکی از مبلغان پیشین دین اسلام؛[۳۴۱]
53. محمد («ناطق») اردستانی کاشانی (برادر میرزا محمدعلی ناطق «شایق» اردستانی)؛ شاعر و یکی از مبلغان پیشین کیش اسلام؛[۱۲۵]
54. میرزا مهدی («روحانی») شهربابکی کرمانی (فرزند ملا محمدرضا شهربابکی کرمانی)؛ شاعر، نویسنده و نیز یکی از مبلغان پیشین آیین اسلام؛[۳۴۲]
55. اسدالله («حیرت») قمی؛[۱۱۲] شاعر، صوفی[۱۱۳]
56. مهدی قوام‌الشریعه.[۶۴]
57. رمضان بقایی تیلکی مازندرانی؛ شاعر و نیز یکی از مبلغان پیشین کیش اسلام؛[۳۴۳]
58. میرزا علی‌محمد ورقا یزدی (فرزند ملا مهدی یزدی، پدر میرزا ولی‌الله خان ورقا و روح‌الله ورقا و نیز پدربزرگ علی‌محمد ورقا (یکی از ایادی امرالله))؛ شاعر، طبیب، خطیب،[۱۱۵] عارف[۱۱۶] و جزو ۱۹ حواری حسین‌علی نوری (حواریون بهاءالله)[۱۱۷] که در جریان یک قتل‌عام دینی-سیاسی، به همراه فرزند ۱۲ ساله‌اش سلاخی شد.
59. ملا مهدی یزدی[۳۴۴] (پدر میرزا علی‌محمد ورقا یزدی، پدربزرگ میرزا ولی‌الله خان ورقا و پدر پدربزرگ علی‌محمد ورقا (ایادی امرالله).
60. میرزا ابوالحسن اردکانی، «حاجی امین» جزو ۱۹ حواری حسین‌علی نوری (حواریون بهاءالله)؛[۳۴۵]
61. ملا بهرام اختر خاوری؛[۱۱۲]
62. میرزا محمدمصطفی بغدادی (فرزند محمد شبل بغدادی، یکی از شاگردان سید کاظم رشتی)؛ شاعر،[۳۴۶] و جزو ۱۹ حواری حسین‌علی نوری (حواریون بهاءالله).[۳۴۷]
63. حسن فرزانه مؤید (پدر منوچهر حسن فرزانه مؤید)؛ که بعدها بهائی شد. فرزندش به همراه سه تن دیگر، به دلیل بهائی بودن، توسط حکومت جمهوری اسلامی اعدام شد.[۲۵]
64. جواد نیری اصفهانی؛ که دیدن کشتار یک جوان بهائی، باعث پژوهشش دربارهٔ دین بهائیت و سپس بهائی شدنش گردید. فرزندش به همراه یک تن دیگر، به دلیل بهائی بودن، توسط حکومت جمهوری اسلامی به اعدام محکوم شد.[۲۵]

## برخی از دین‌ناباوران بهائی شده
1. نعمت‌الله ورتا تهرانی؛ شاعر،[۳۴۸] دانشمند و فیلسوفی که در فلسفهٔ اسلامی، جزو شاگردان میرزا محمدباقر «قوام‌الحکما» ی لاهیجی و میرزا ابوالحسن جلوه اصفهانی بوده و در فلسفهٔ اروپایی و علوم سیاسی، یکی از شاگردان داوودخان همدانی بود. مدتی نیز نزد عبدالرحیم اصفهانی (نوهٔ محمدحسین حائری اصفهانی «صاحب فصول»)، درس، فرا گرفته است. وی دین‌ناباوری بود که بعدها بهائی شد.[۳۴۹]

## برخی از بهائیان مسلمان شده
1. عبدالحسین آیتی یزدی (متخلص به «ضیایی»، «آیتی» و «آواره»)؛ شاعر، نویسنده و یکی از مبلغان اسلامی که جزو مبلغان بهائی شد؛ ولی دوباره مسلمان شد.
2. فضل‌الله مهتدی صبحی؛ داستان‌سُرا.
3. مهناز رئوفی؛ نویسنده.

## برخی از بهائیانِ روی‌گردان یا طرد شده از بهائیت
«من آن زمان، استاد دانشگاه بودم. از دانشگاه، اخراج شدم؛ به عنوان بهائی، به عنوان یک غیرمسلمان. پدر و مادرم بهائی بودند؛ من در یک خانوادهٔ بهائی، بزرگ شدم، منتهی، مذهب من، فرهنگ است؛ مذهب من، خودِ مذهب نیست؛ مذهب، اعتقاد شخصی است که به هیچ‌کس در جهان، مربوط نیست؛ من مذهبم فرهنگ است و در جلسهٔ بازجویی دانشگاه هم، این را گفتم و اخراج شدم». بهرام بیضایی

«بیضایی هیچ‌گاه خود را بهائی و اساساً مذهبی نمی‌دانسته». اسماعیل نوری‌علا

این بخش، دربردارندهٔ فهرست نام‌های برخی از بهائیانی است که بعدها دین‌ناباور یا طرد شده یا دست‌کم، در بهائی ماندشان، ابهام و تردید، وجود دارد.

### بهائیان دین‌ناباور شده
1. آرامش دوستدار؛ فیلسوف، پژوهشگر و نویسنده؛[۳۵۲][۳۵۳]
2. فرهنگ هلاکویی؛[۳۵۲] نویسنده، دارای گواهی‌نامهٔ دکتری جامعه‌شناسی[۳۵۴] از دانشگاه یوتای آمریکا، سه گواهی‌نامهٔ کارشناسی ارشد در رشته‌های روان‌شناسی، اقتصاد و «مشاورهٔ ازدواج، خانواده و کودکان»[۳۵۵] و نیز استاد پیشین دانشکده علوم اجتماعی دانشگاه تهران.[۳۵۶]
3. بهرام صادقی؛ داستان‌نویس برجستهٔ ایرانی (از جمله، ملکوت (رمان کوتاه))؛[۳۵۲]
4. بهرام بیضایی؛ نویسنده، کارگردان فیلم و تئاتر[۳۵][۳۵۲] که در خانواده‌ای بهائی، زاده شد؛[۳۵۷][۳۵۸] ولی بعدها دین‌ناباوری را برگزید.[۳۵۹][۳۶۰]
5. احسان یارشاطر؛ استاد مطالعات ایرانی در دانشگاه کلمبیا، بنیان‌گذار و سَرویراستار دانش‌نامهٔ «ایرانیکا» و نیز مدیر بنگاه ترجمه و نشر کتاب در دورهٔ پهلوی؛[۳۵][۳۵۲]
6. پرویز ثابتی (پدر پردیس ثابتی، پروفسور در شاخهٔ زیست‌شناسی)؛ نظامی و یکی از سران پیشین ساواک که با این‌که بهائی‌زاده بود، ولی مانند برادرانش عضو جامعهٔ بهائی نشد.[۳۶۱] خود وی بعدها یادآور شد که یک دین‌ناباور است.[۳۶۲]

### افراد جدا شده از بهائیت که دربارهٔ دین‌ناباور بودنشان ابهام، وجود دارد
1. هوشنگ ابتهاج شاعر[۳۶۳][۳۶۴][۳۶۵][۳۶۵][۳۶۶][۳۶۷][۳۶۸] (پدربزرگ بهائی[۳۶۹] او، «ابراهیم ابتهاج‌الملک» بود که به دست یکی از اسلام‌گرایان، با داس، کشته شد.[۳۷۰])؛
2. مهناز افخمی؛ دومین وزیر زن در دورهٔ پهلوی. وی با این‌که مادرش بهائی بود؛ ولی علاقه‌ای به بهائیت نداشت.[۳۷۱]

### بهائیانی که دربارهٔ بهائی ماندن یا دین‌ناباور شدنشان ابهام، وجود دارد
1. عباس امانت؛ دربارهٔ بهائی ماندن وی و اساساً باورمندی‌اش به دین نیز قطعیتی، وجود ندارد.[۳۷۲]
2. احسان‌الله خان دوستدار (معروف به «رفیق سرخ»؛ عموی آرامش دوستدار)؛ سیاستمدار و یکی از مبارزان انقلاب مشروطه و جنبش جنگل؛ دربارهٔ بهائی ماندن یا کمونیست شدنش قطعیتی، وجود ندارد.
3. منصور روحانی؛ وزیر آب و برق و نیز کشاورزی و منابع طبیعی در دورهٔ پهلوی. وی با این‌که پدرش بهائی بود، بهائی نشد.[۳۷۳] وی توسط حکومت جمهوری اسلامی تیرباران شد.
4. فؤاد روحانی؛ یکی از بنیان‌گذاران اوپک و نخستین دبیرکل آن، دبیرکل سازمان همکاری عمران منطقه‌ای، مشاور حقوقی سازمان ملل، مترجم (نوشتارهایی از افلاطون، هرودوت، آشیل، بندیتو کروچه، آرتور شوپنهاور و کارل گوستاو یونگ).[۳۵] وی با این‌که بهائی‌زاده بود، بعدها از بهائیت، کناره گرفت.[۳۷۴]

### بهائیان طرد شده از جامعهٔ بهائیت
1. میرزا احمد سهراب؛ نویسندهٔ ایرانی-آمریکایی و بنیان‌گذار «انجمن تاریخ جدید» و «کاروان شرق و غرب» در نیویورک بود که در سال ۱۹۳۹ از دین بهائی، طرد شد.[۳۷۵]
2. هژبر یزدانی (سنگسری)؛ تاجر و کارآفرین ایرانی که به دلیل انجام ازدواجش بدون عقد و رعایت نکردن احکام بهائیت، حق عضویت در جامعهٔ بهائی را از دست داد.[۳۷۶]

## فیلم‌شناسی
1. مستند «جنایت مقدس» (دربارهٔ آزار و کشتار بهائیان)، رضا علامه‌زاده.[۳۷۷]